# 11区 (パリ)

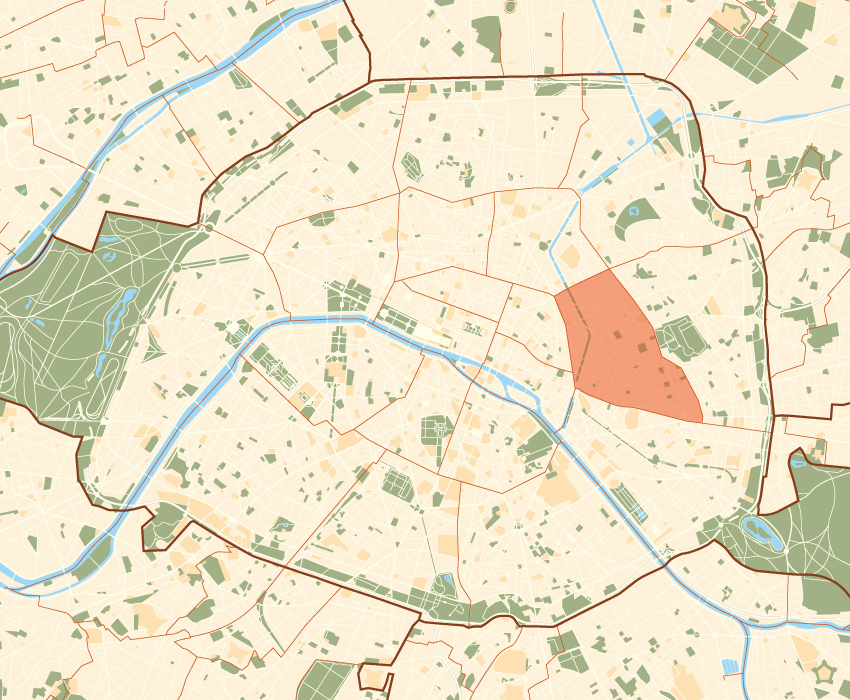
パリ・11区の位置

パリの11区  (11く、仏: 11e arrondissement de Paris) は、フランスの首都・パリ市を構成する20の行政区のひとつである。第11区、パリ11区ともいう。市中央部の東に位置しており、セーヌ川の北にある。

## 概要
パリの11区は、市中央部の東に位置している行政区。「ポパンクール区 (Arrondissement de Popincourt)」と呼ばれることもある。セーヌ川の北の地域にあり、北西の角はレピュブリック広場、南西の角はバスティーユ広場となっており、南東の角はナシオン広場に近い。人口は149,102人 (1999年)だが、人口密度は1平方キロメートルあたり40,672人で、20区の中では最も高い（人口の推移等詳細については後述）。

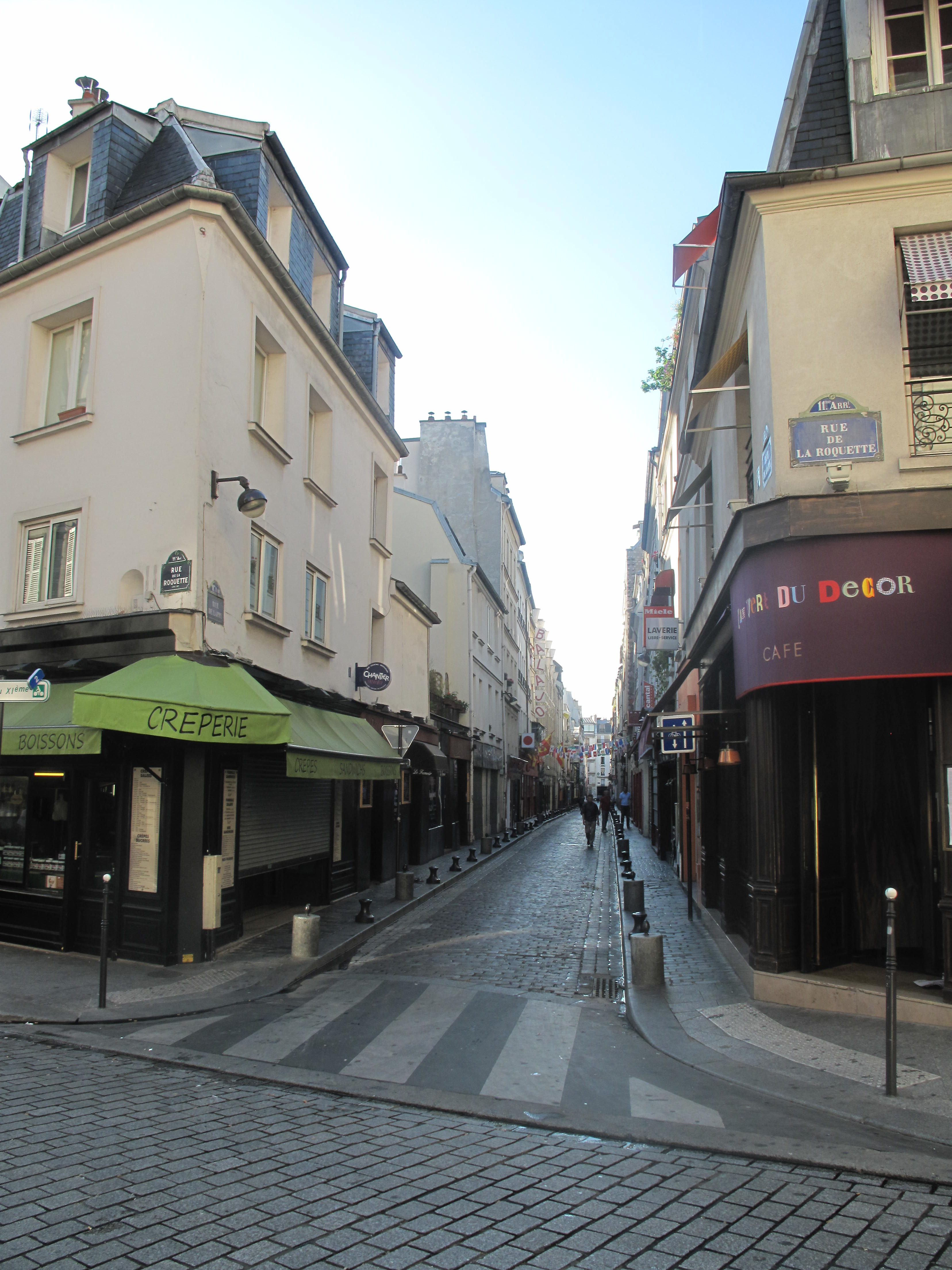
ロケット通りとシャロンヌ通りの間を走るラップ通り (Rue de Lappe)。昔はダンスホール、現代はディスコやレストランバー等が連なる。

区の名称は、市の中央部から時計回りに螺旋を描くようにして各区に付けられた番号を基にしており、当区はその11番目にあたることから、「11区」と名づけられた。区の南西部にあるバスティーユ広場界隈からロケット通り、区内北東部にかけて、さらに北部にあるオベルカンフ地区は、レストランやバーが集まり、夜遊びで人気のある歓楽街にあたる。

## 地理

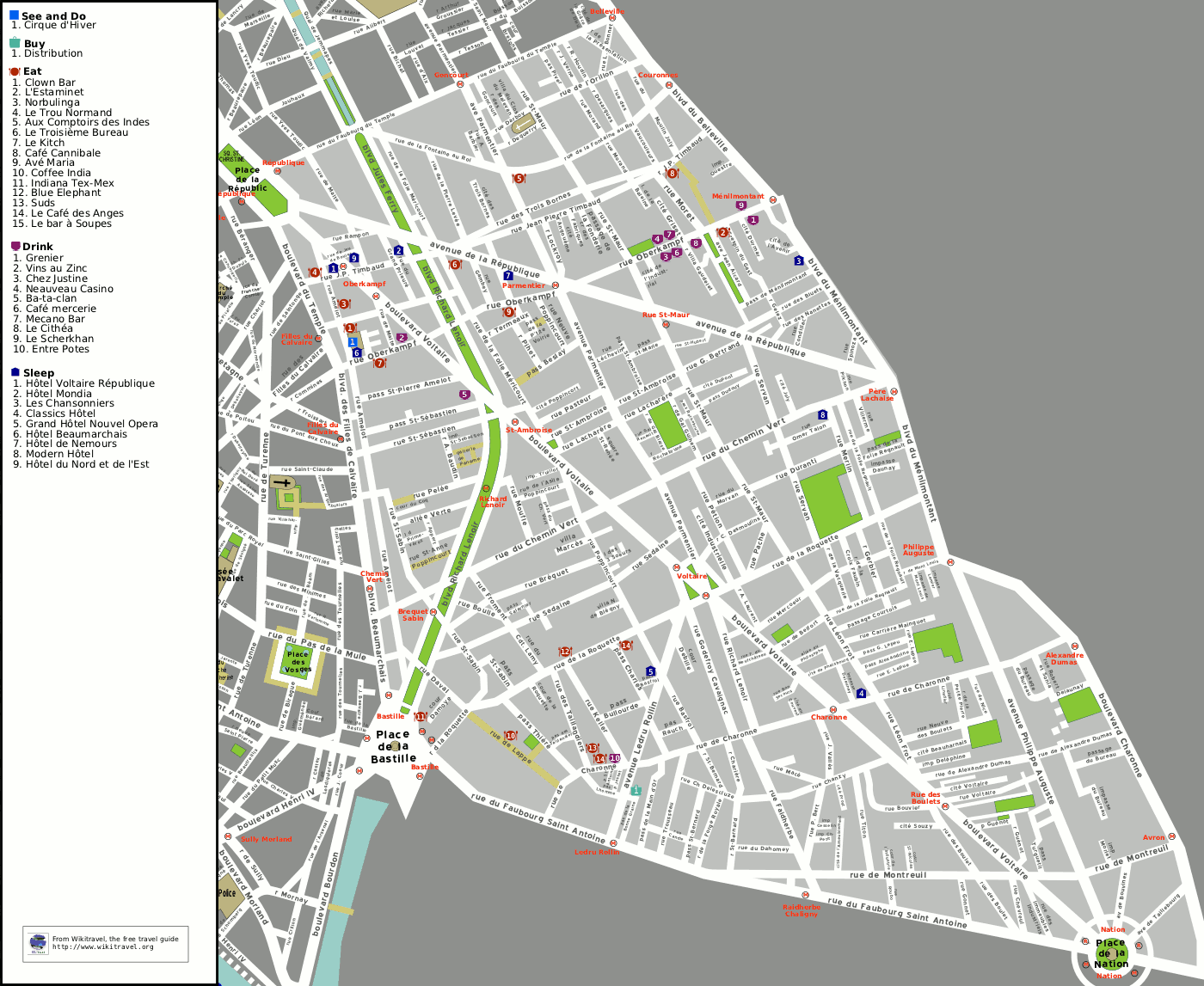
パリ・11区の詳細地図

11区のカルチエ

11区は、パリ中央部の東に位置している。セーヌ川の北の地域にある 。区の形は四角だが、南東方向に大きく突き出した形をしている。北西の角に位置するレピュブリック広場から南東の角付近にあるナシオン広場へ向けて、区を斜めに分断する形でヴォルテール大通りが走っている。面積は、3.67 平方キロメートル。
北は、同じパリの行政区である10区に接しており、北西の角はレピュブリック広場となっている。南は、西のバスティーユ広場から東のナシオン広場付近を結ぶフォブール・サンタントワーヌ通りを境界として、12区に接している。東は20区に接している。西は3区に接し、南西の一部は4区に接している。

### 地形
- 河川・水路
  - サン・マルタン運河（Canal Saint-Martin）

### 隣接する自治体（行政区）
- パリの行政区のうち、以下の区。
  - 3区、4区、10区、12区、20区。

### 地区（カルチェ）
パリの行政区は、それぞれ4つの地区（カルチェ）に区分されている。11区を構成する4地区のコードと名称は、次のとおりである。
- 41 - フォリー＝メリクール地区 (Quartier de la Folie-Méricourt)
- 42 - サンタンブロワーズ地区 (Quartier Saint-Ambroise)

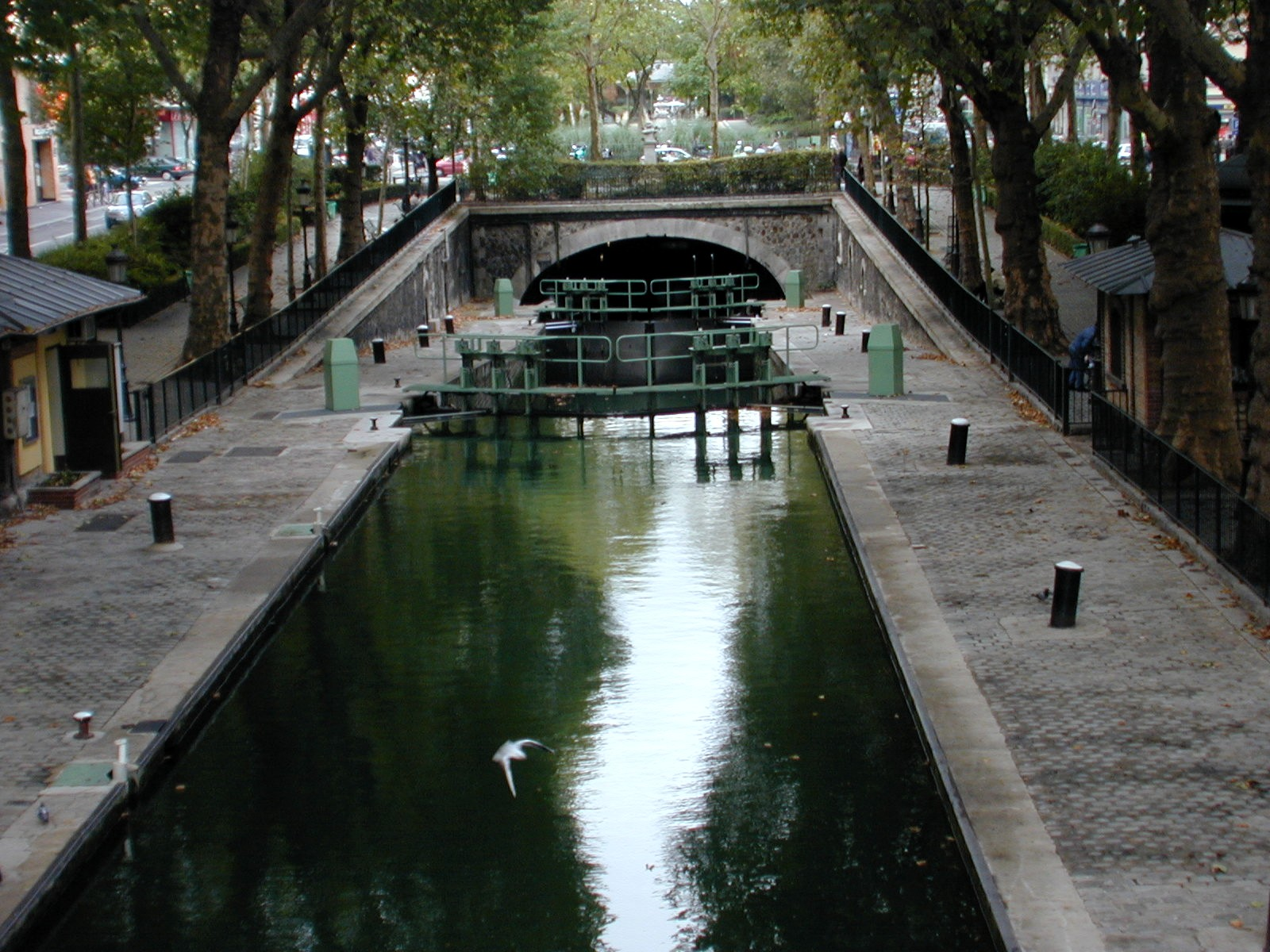
サン・マルタン運河は11区内ではリシャール・ルノワール通りの下を通り暗渠化し、レピュブリック広場の東側、10区に入った辺りで地上に出る。

- 43 - ロケット地区 (Quartier de la Roquette)
- 44 - サント＝マルグリット地区 (Quartier Sainte-Marguerite)

## 住民

### 人口
11区の人口は、1911年に242,295人となり、ピークに達した。しかし、その後は減少を続け、1999年には3分の2以下の149,102人となった。2005年の推計では152,500人と見積もられており、人口の回復が見込まれている。
人口の減少とともに人口密度も減り続けており、1999年の人口密度は、ピーク時の3分の2以下の40,672人となっている。しかし、20区のうちでは最も人口密度が高く、第2位の10区を1万人近く引き離しており、パリの平均人口密度の1.7倍に達している。人口の推移の詳細は、次のとおりである。
| 年     | 区人口  | 市人口    | 区人口／市人口 | 区人口密度 | 市人口密度 | 備考                   |
| ------ | ------- | --------- | -------------- | ---------- | ---------- | ---------------------- |
| 1872年 | 167,393 | 1,851,792 | 9.04%          | 45,661     | 21,303     |                        |
| 1911年 | 242,295 | 2,888,110 | 8.39%          | 66,092     | 33,225     | 人口がピークに達する。 |
| 1954年 | 200,440 | 2,850,189 | 7.03%          | 54,675     | 32,788     |                        |
| 1962年 | 193,349 | 2,790,091 | 6.93%          | 52,741     | 32,097     |                        |
| 1968年 | 179,727 | 2,590,771 | 6.94%          | 49,025     | 29,804     |                        |
| 1975年 | 159,317 | 2,299,830 | 6.93%          | 43,458     | 26,457     |                        |
| 1982年 | 146,931 | 2,176,243 | 6.75%          | 40,079     | 25,035     |                        |
| 1990年 | 154,165 | 2,152,423 | 7.16%          | 42,053     | 24,761     |                        |
| 1999年 | 149,102 | 2,125,246 | 7.02%          | 40,672     | 24,449     |                        |
| 2005年 | 152,500 | 2,166,200 | 7.04%          | 41,598     | 24,920     | 人口は推計。           |

- 注意
  - 人口密度は、1平方キロメートルあたりの人口。区人口密度は、11区の面積を3.666平方キロメートルとして算出した。また、市人口密度は、森林部（ヴァンセンヌの森、ブローニュの森）を除くパリ市全体の面積（86.927平方キロメートル）をもとに算出した。
  - 1962年から1999年までの区人口及び市人口は、フランス国立統計経済研究所のデータ （Île-de-France ）を参考とした。

## 歴史
現在の11区の境界が画定したのは、第二帝政下の1860年である。これは、ティエールの城壁の内のコミューンの全部または一部をパリに併合した上で、パリを新たな20区に分割することを内容とする1859年6月16日法が施行されたことによる。それまでのパリは12区に分割されていたが、現在の11区は、旧行政区の8区の概ね半分を含んでいる（残り南半分は現在の12区となっている。）。

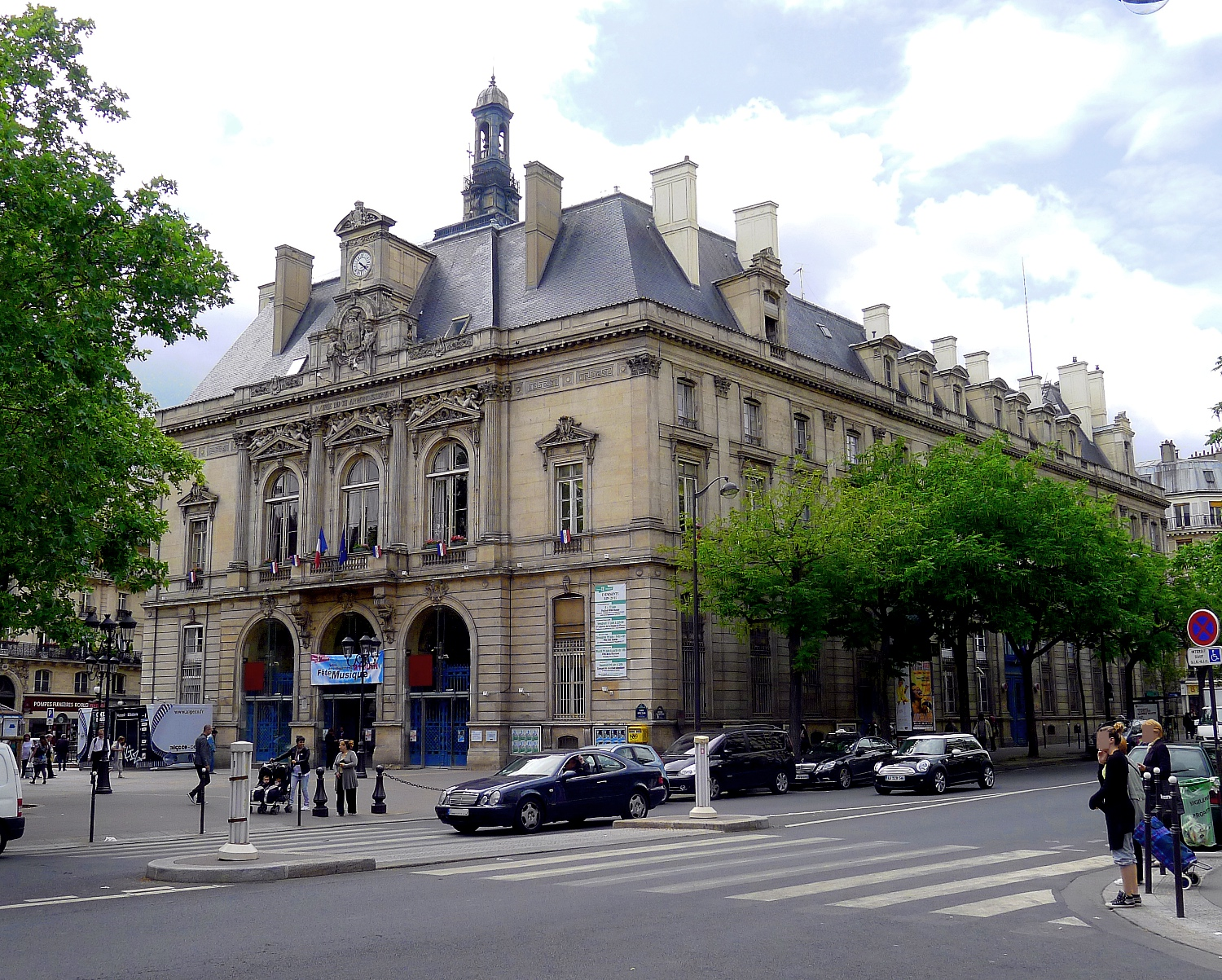
第11区役所

## 政治・行政・司法

### 主な官公庁・公共機関
- 第11区役所 （Mairie du 11e arrondissement）
  - 区の中央部レオン＝ブリュム広場の北側にある。

## 経済

### 主な繁華街

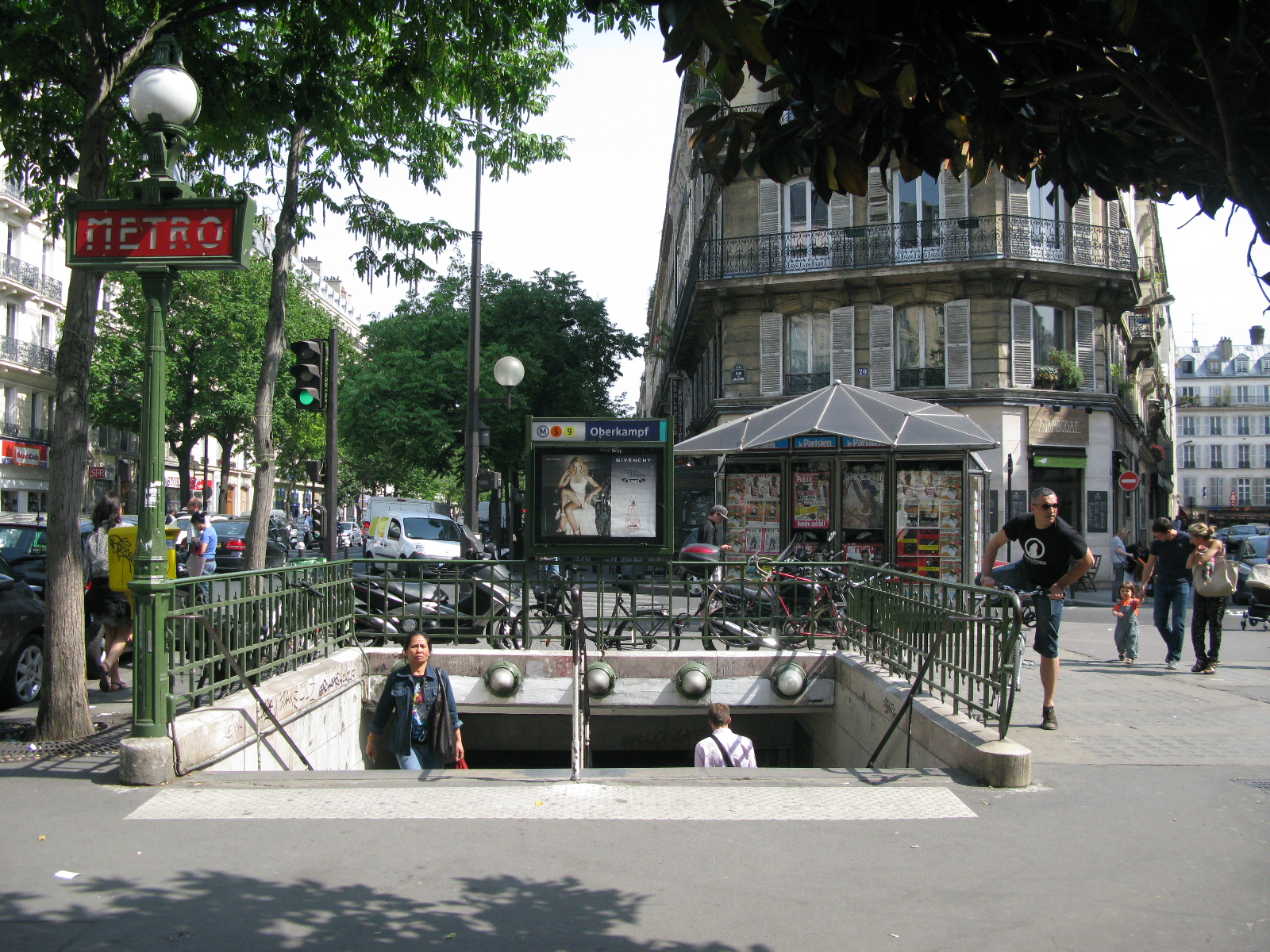
メトロ オベルカンフ駅
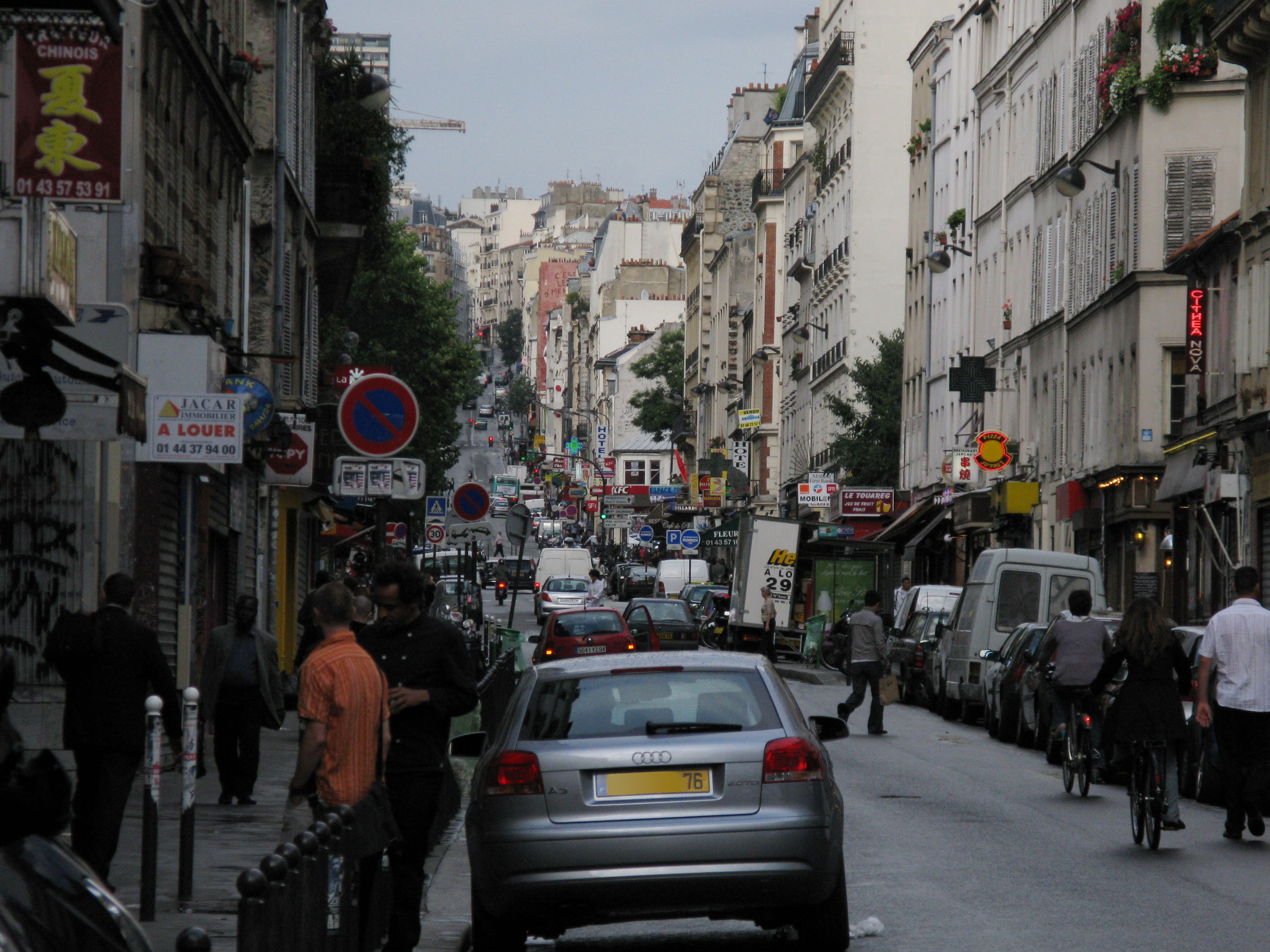
オベルカンフ通り (Rue Oberkampf)
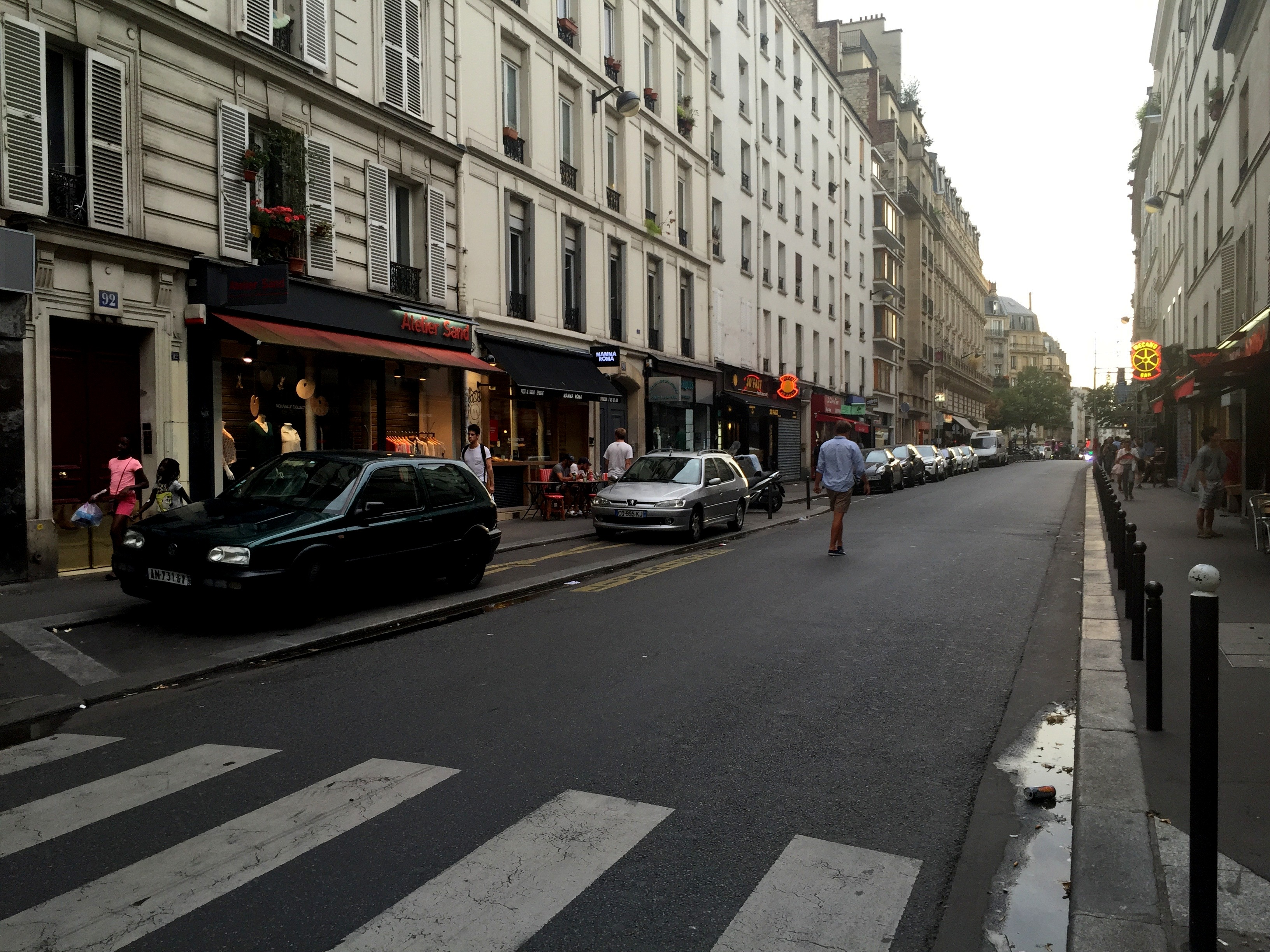
同オベルカンフ通り
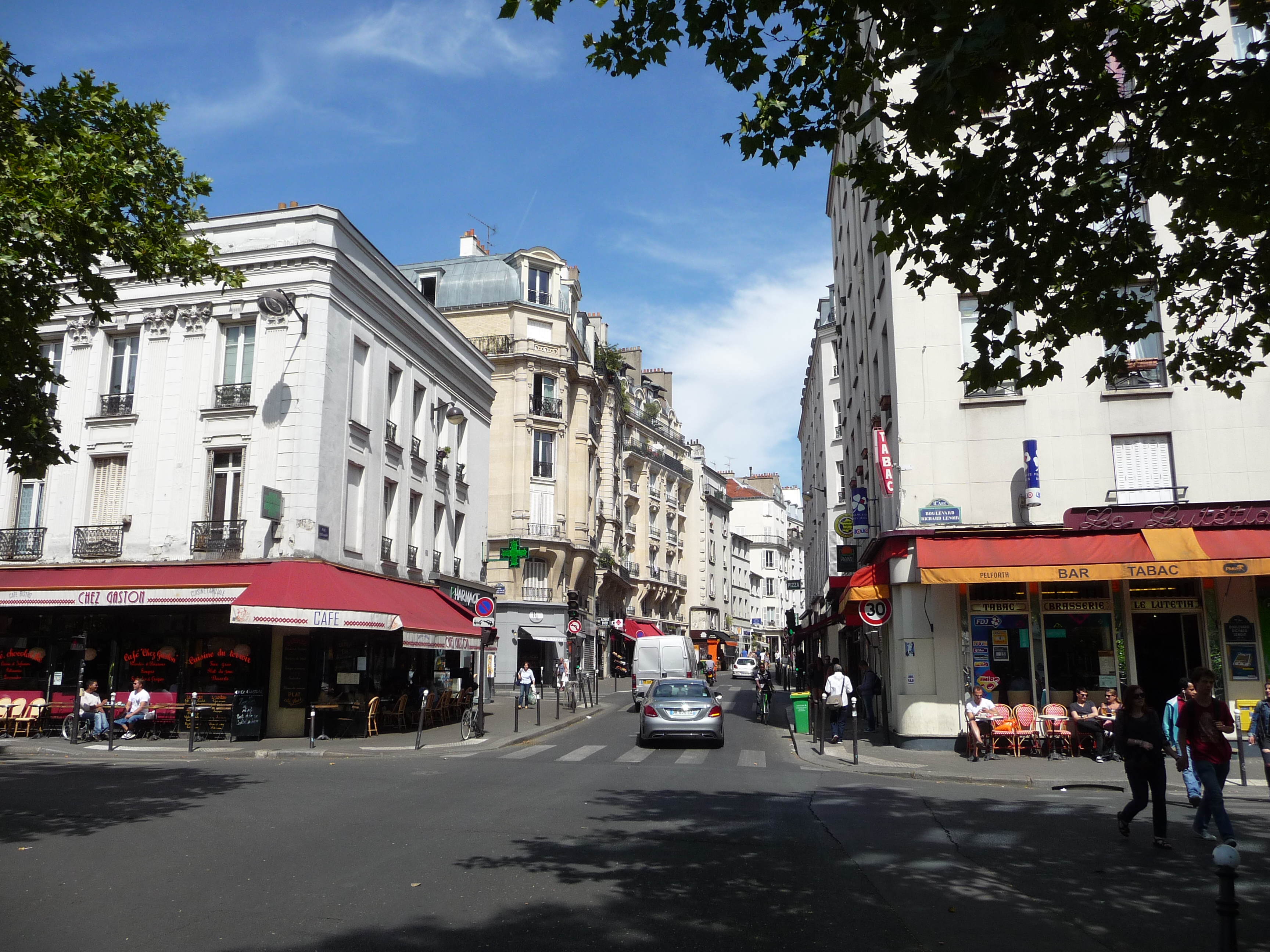
(画像手前から奥に走る)オベルカンフ通りとリシャール＝ルノワール大通りとの角にあるビストロ"シェ・ガストン" (Chez Gaston, 画像左の店舗)
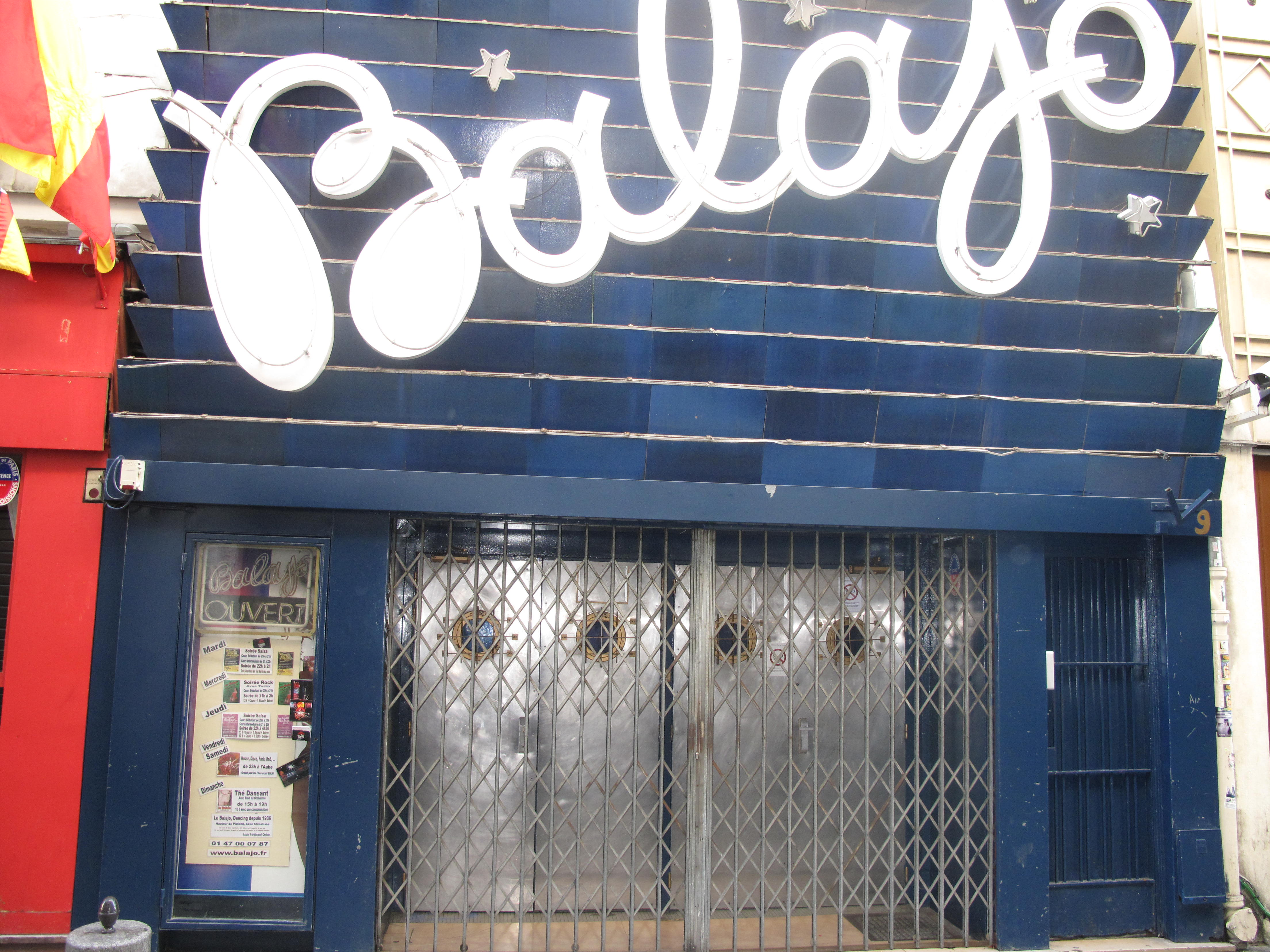
ラップ通りのディスコ"バラジョ" (Le Balajo, 9 rue de Lappe, Paris 11e arr.)
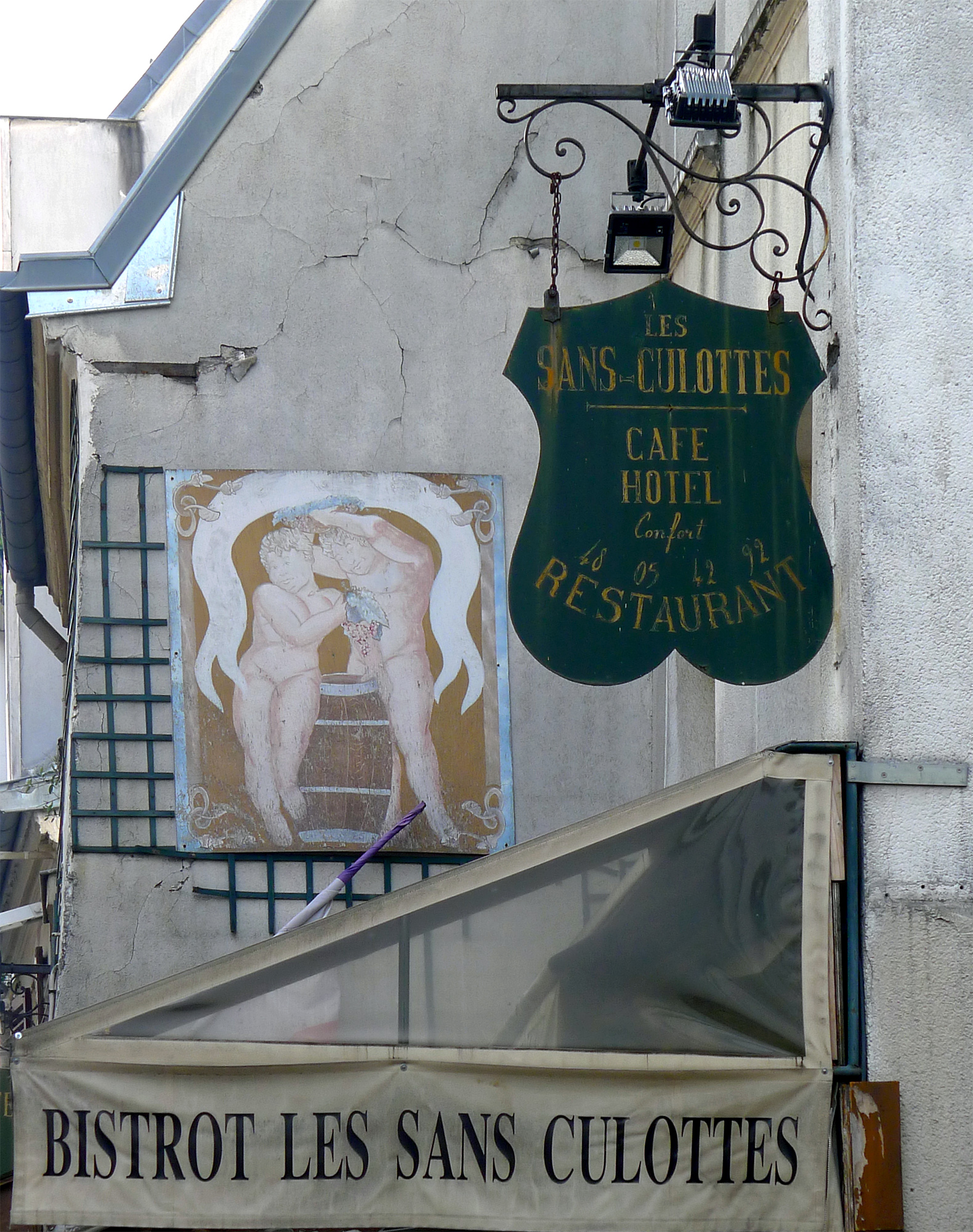
同ラップ通りのビストロ"レ・サン・キュロット"

- オベルカンフ（Oberkampf）
  - 夜遊びで人気のある地区。オベルカンフ通りを中心にレストランやバーが集まっている[4]。

### 主な企業
- シャルリー・エブド（Charlie Hebdo）
  - ニコラ・アペール通り（Rue Nicolas-Appert）10番地に本社編集部があった。2015年1月7日、シャルリー・エブド襲撃事件後に移転。
- エレス（Eres）
  - 1968年、パリ8区マドレーヌ広場界隈で創業し、同地に本店を置くランジェリーや水着の専門店チェーン。本社はパリ11区ヴォルテール大通り (Boulevard Voltaire) 166番地。現在はシャネルの連結子会社。
- ジャン＝シャルル・ド・カステルバジャック（Jean-Charles de Castelbajac）
  - パサージュ・ピヴェー (Passage Piver) 5番地にある、コカ・コーラ等の企業やマドンナやヘレナ・クリステンセン等の芸能人らとコラボする独立系ファッションデザイナーのメゾンないし事務所。ファッションが"クリエイティブないし多様化した1970年代"の中でも特に若者向けに特化した、クロエのカール・ラガーフェルドやケンゾー、ソニア・リキエルらが中心にいた新進デザイナーの中の一人[5]。アニエス・ベーやティエリー・ミュグレー、エルヴェ・レジェ (Hervé Léger)、日本人であれば高田賢三、山本耀司、三宅一生、川久保玲ら新進の無名デザイナーが70年代80年代以降にかけて集ったパリ1区レ・アール界隈で店舗を構えていた。日本のライカがプレタポルテのライセンスブランドを保有していた。

### 主な店舗・商業施設
- バラジョー（Balajo）
  - ラップ通りにある、シャンソン歌手のミスタンゲットの後援で1936年創業のディスコ（ダンスホール）。
- ポーズ・カフェ（Pause Café）
  - 映画『猫が行方不明』に登場するカフェ。

## 教育

### 大学等
- ESCP EUROPE （ESCP EUROPE）
  - 名門グランゼコールの一つで、元の名称は"パリ高等商業学校"。レピュブリック大通り (Avenue de la République) 79番地にある。15区のモンパルナスにも校舎がある。

### 高等学校
- リセ・ヴォルテール （lycée Voltaire） - レピュブリック大通り (Avenue de la République) 101番地にある公立リセ。

### その他
- アトリエ・シャルドン・サヴァール（Atelier Chardon Savard）
  - 1988年に設立された、ファッションやモードの私立の服飾専門学校。レピュブリック大通りとオベルカンフ通り (Rue Oberkampf) とを繋ぐ短い通りガンベ通り（Rue Gambey）15番地にある。

## 文化施設
11区には多くの劇場等があり、文化的な地区である。

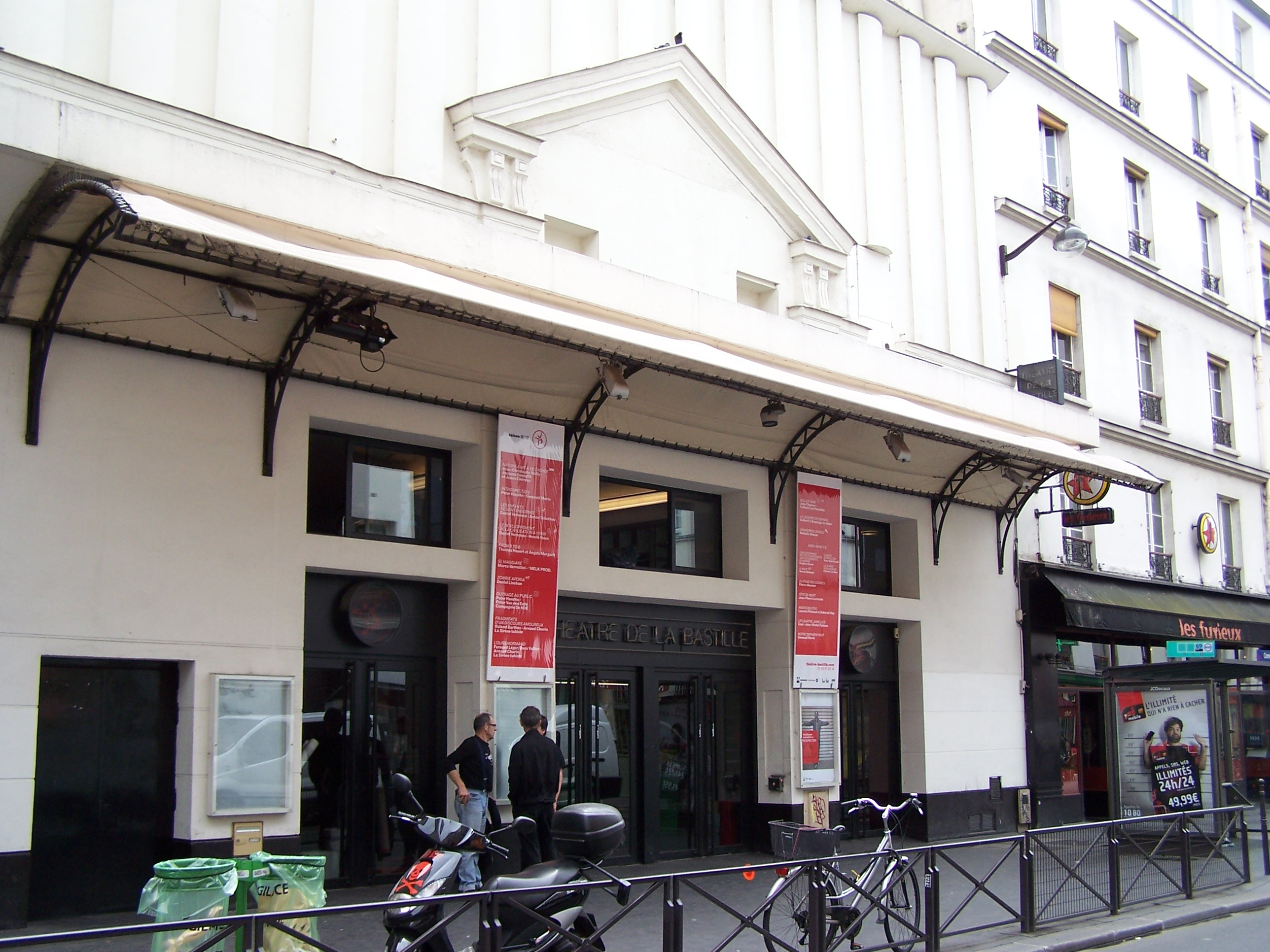
バスティーユ劇場
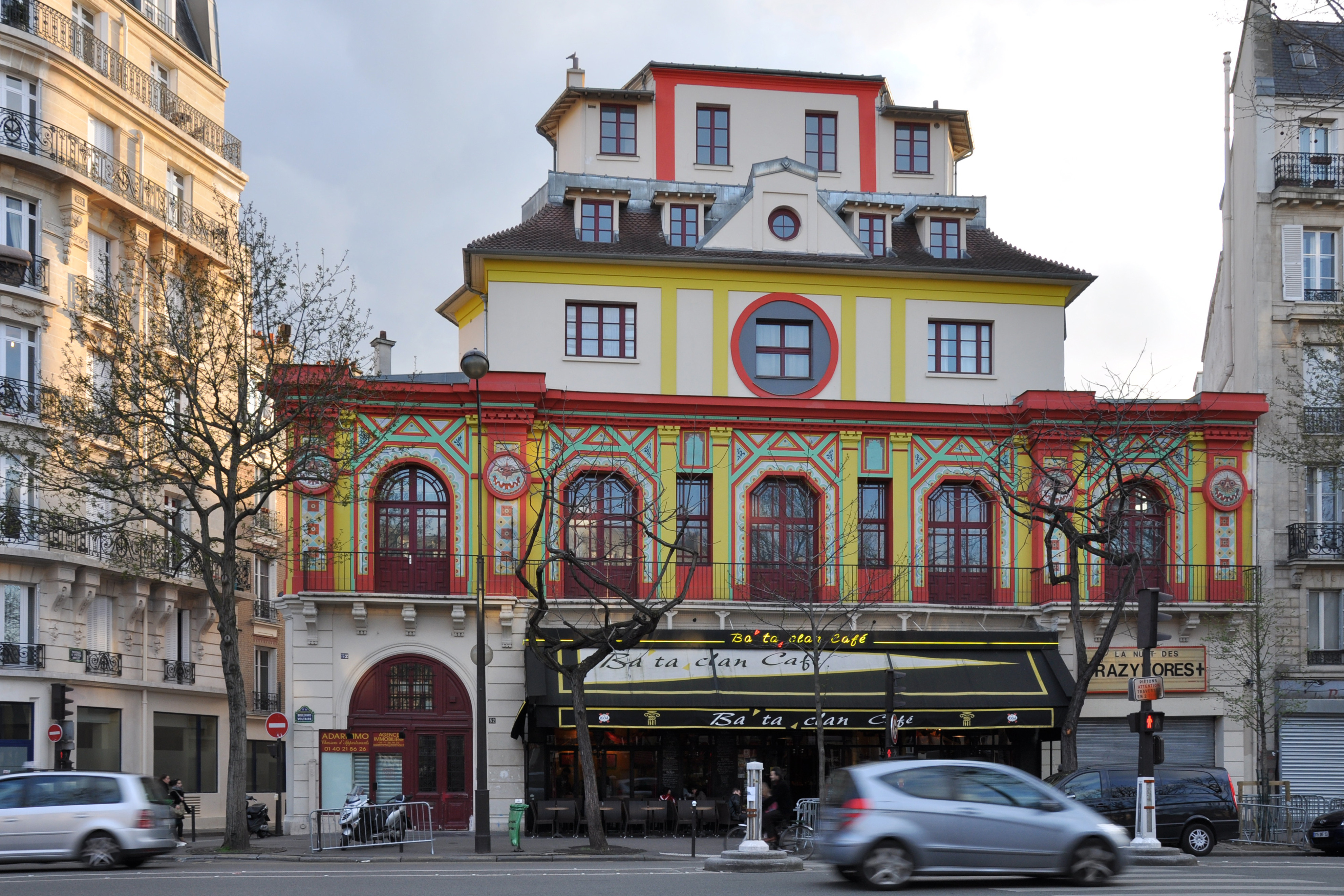
バタクラン
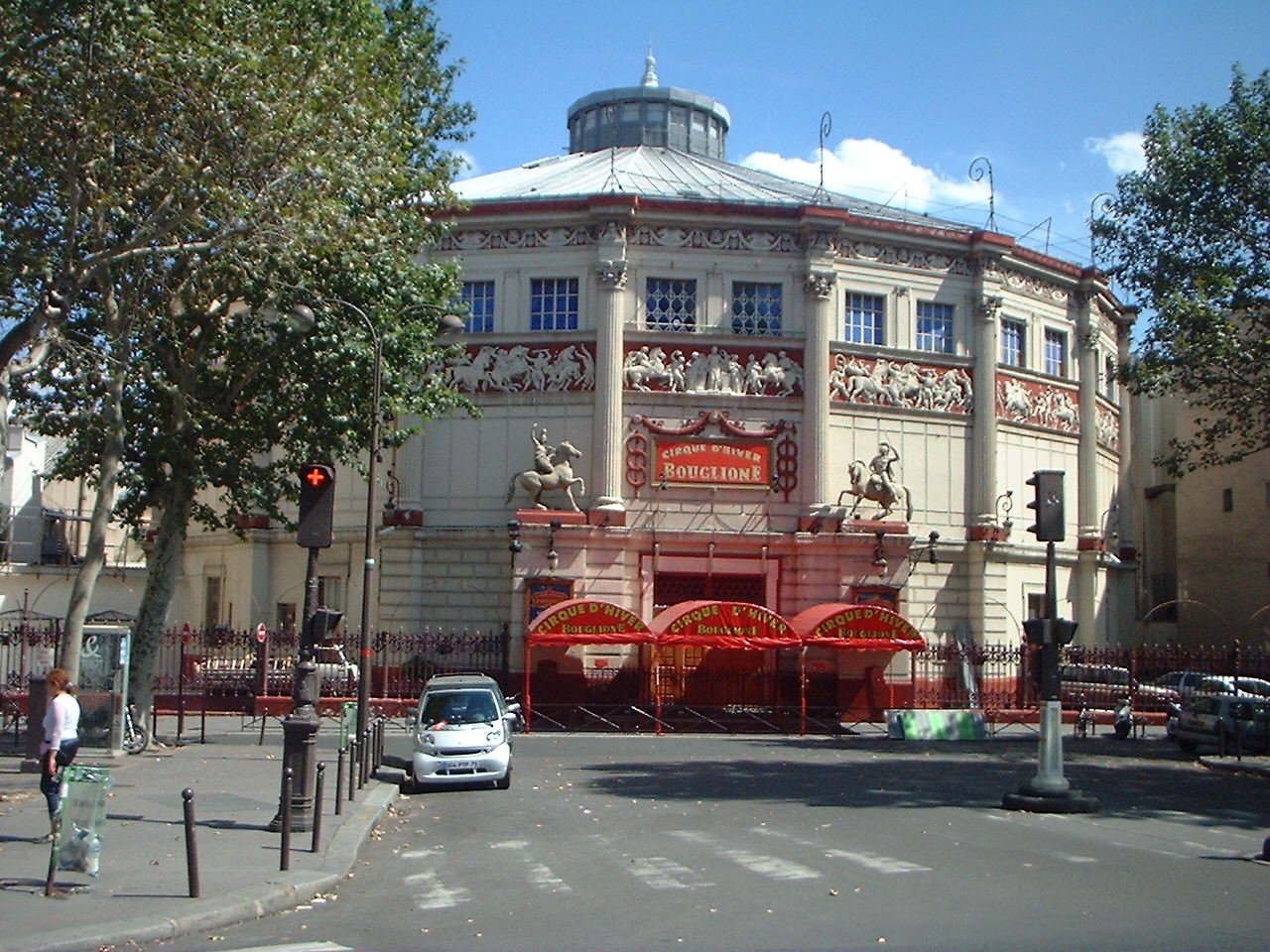
シルク・ディヴェール

### 美術館・博物館
- エディット・ピアフ博物館（Musée Édith-Piaf）
  - 11区北東部メニルモンタン駅近くにあるエディット・ピアフの博物館。
- 喫煙家博物館（Musée du Fumeur）

### 映画館・劇場
- バスティーユ劇場（Théâtre de la Bastille）
  - 11区の南西部バスティーユ駅とヴォルテール駅の間にある。

### その他
- バタクラン（Le Bataclan）
  - シノワズリスタイルのロックなど多目的の劇場ないしコンサートホール。2015年のパリ同時多発テロ事件の発生場所の一つだった。
- シルク・ディヴェール（Cirque d'Hiver）
  - 11区の北西部、 フィーユ・デュ・カルヴェール駅とオベルカンフ駅の間にあるサーカスの劇場。「シルク・ディヴェール」とは、「冬のサーカス」という意味である。『ギネス世界記録 2014』によると、1852年12月11日にオープンした「今も営業する最も古い常設サーカス」という[6]。

## 宗教施設

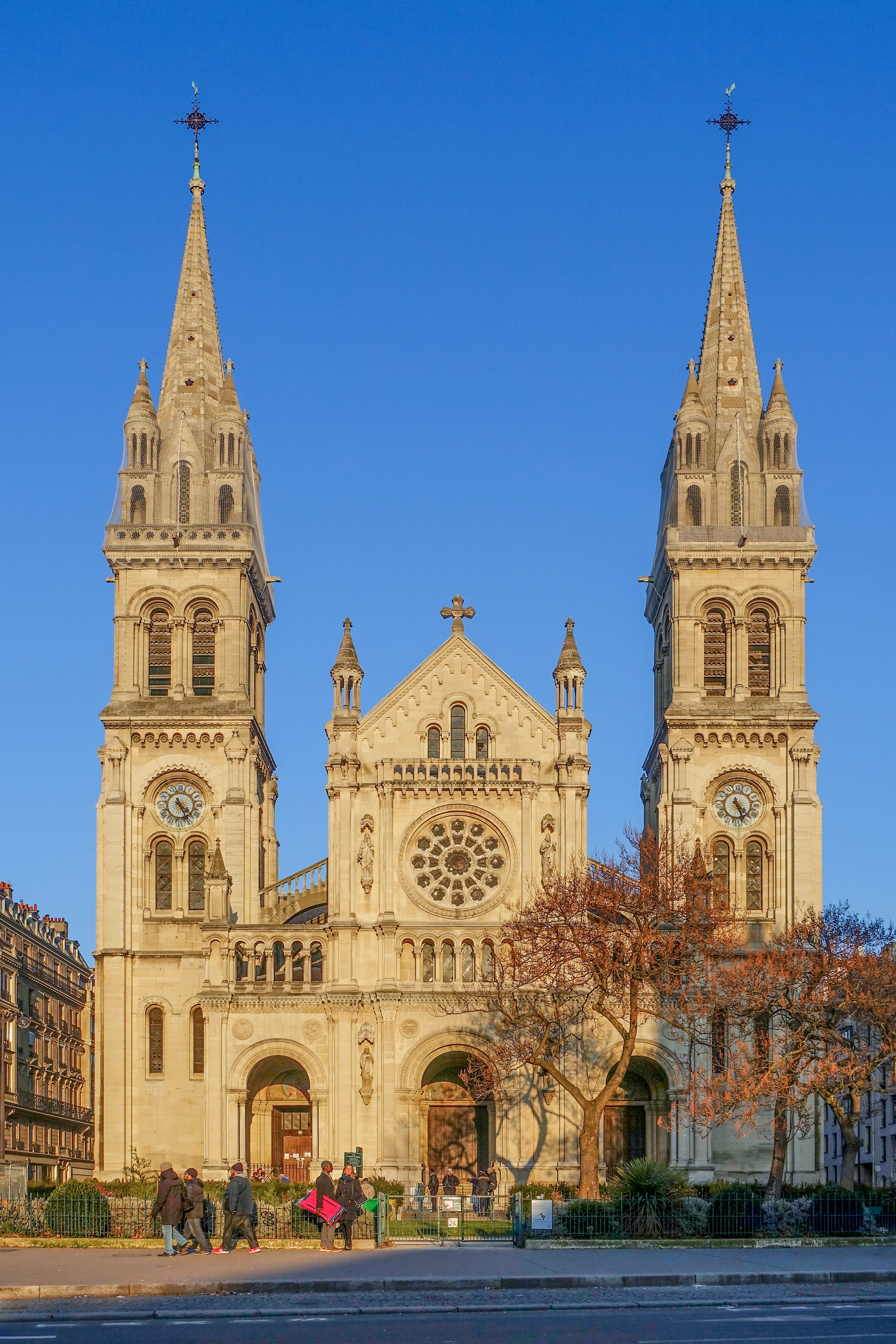
サン・タンブロワーズ教会
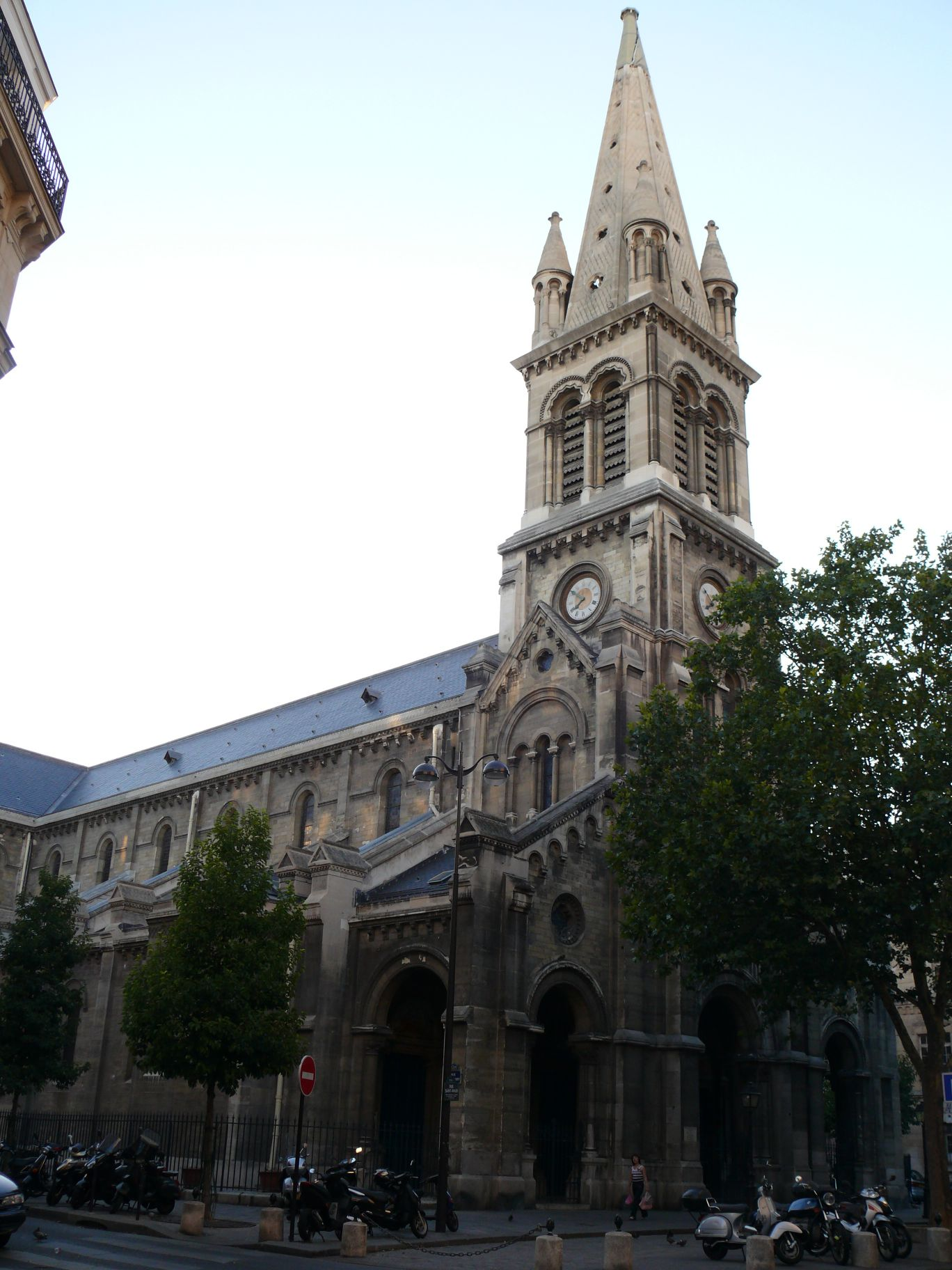
L'Église Saint-Joseph-des-Nations est située au 161 rue Saint-Maur.

### 教会・寺院
- サン＝ジョゼフ＝デ＝ナシオン教会（Église Saint-Joseph-des-Nations）
- サンタンブロワーズ教会（Église Saint-Ambroise）
- サント＝マルグリット教会（Église Sainte-Marguerite）
- ノートル＝ダム・デスペランス教会（Église Notre-Dame d'Espérance）
- ノートル＝ダム＝デュ＝ペルペテュエル＝スクール聖堂（Basilique Notre-Dame-du-Perpétuel-Secours）

## 観光・憩い

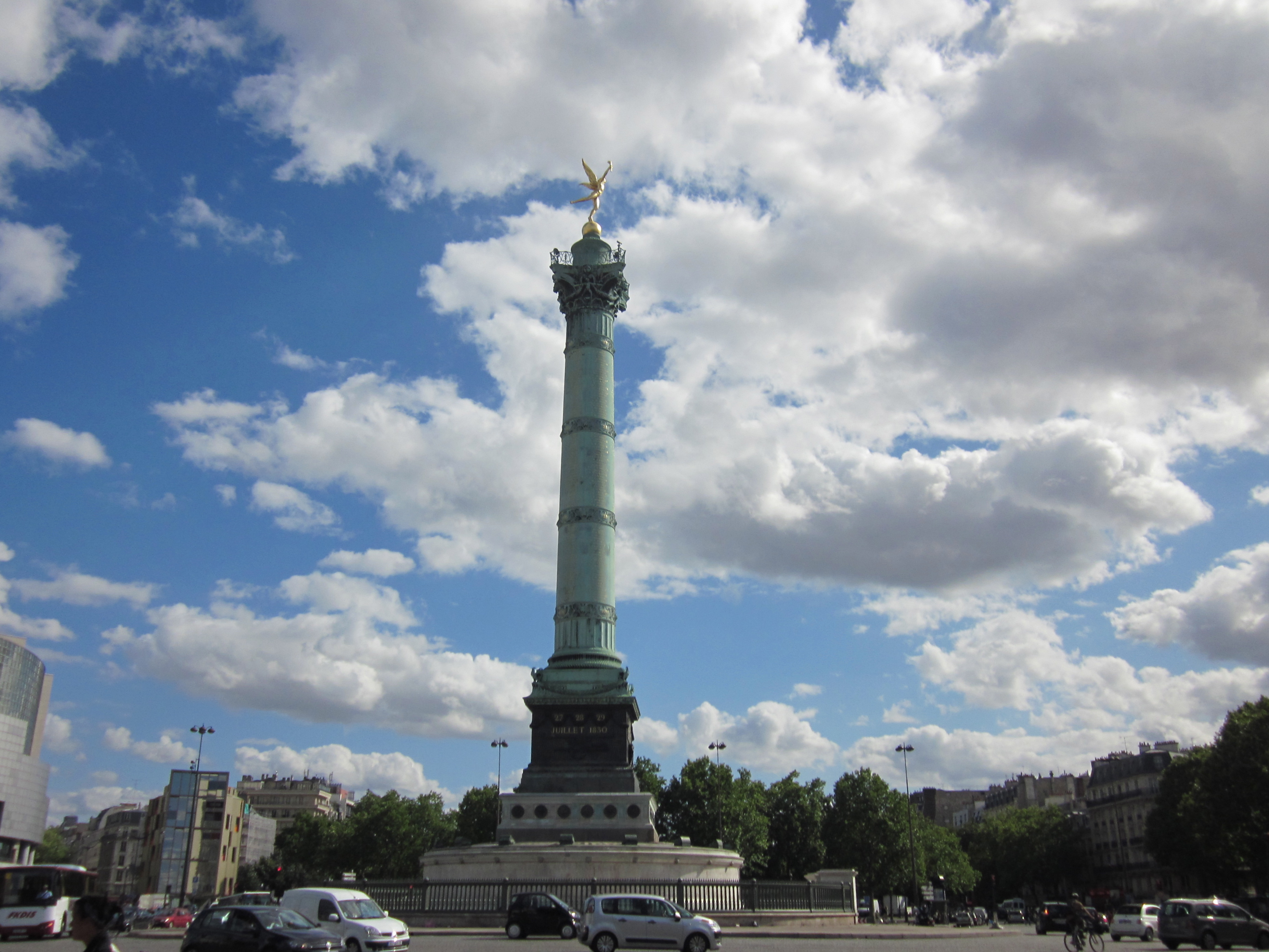
7月革命記念柱（バスティーユ広場）
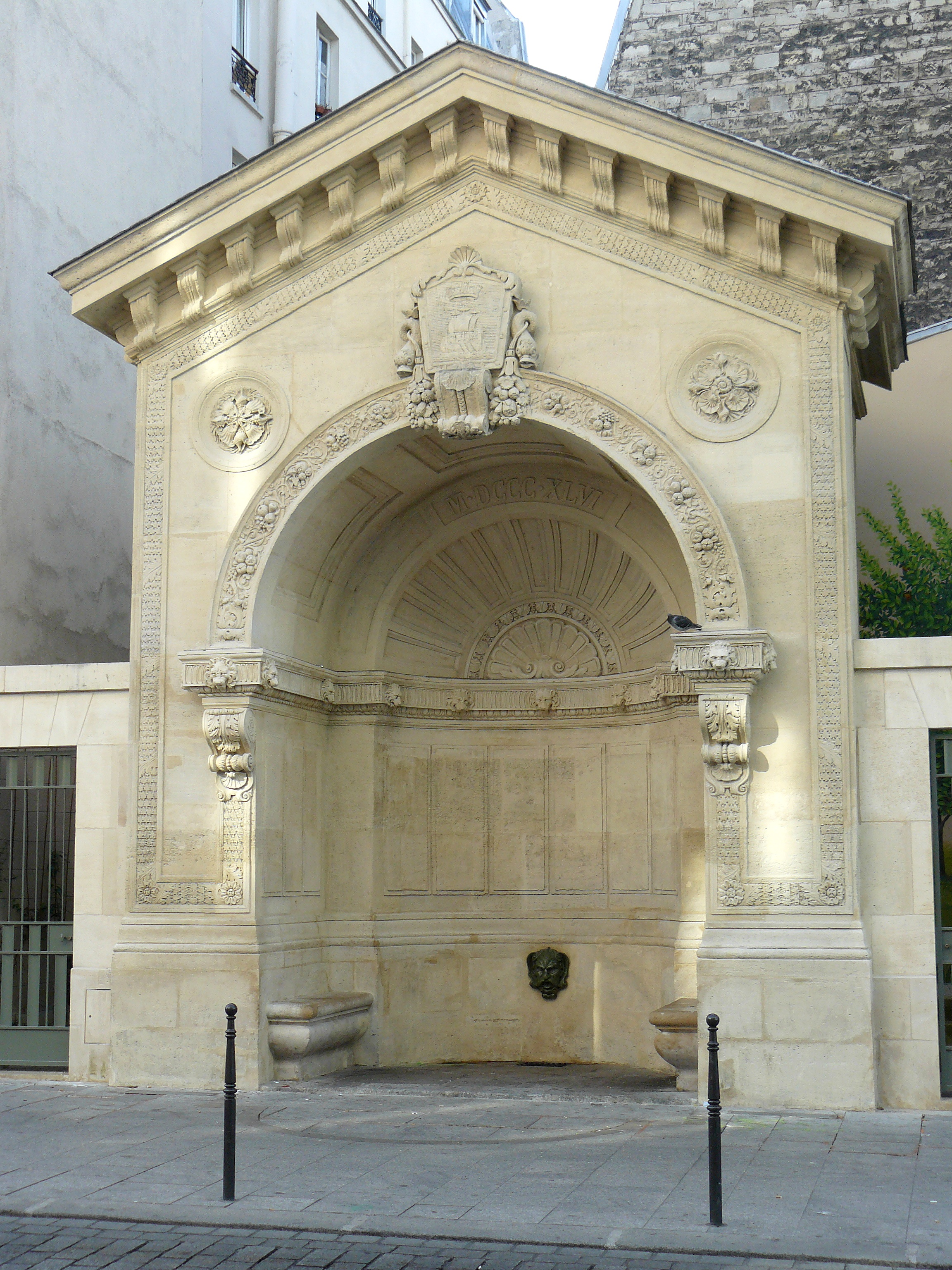
ロケットの泉

### 公園・緑地等
- エミール・ガレ庭園 （Jardin Emile Gallé）
- ジュール＝ヴェルヌ小公園 （Square Jules-Verne）
- ロケット小公園 （Square de la Roquette）

### 旧跡・記念碑等
- 7月革命記念柱（Colonne de Juillet）
  - 7月革命の犠牲者を追悼するために、バスティーユの象に置き換わりバスティーユ広場に建立された。
- フォンテーヌ・ド・ラ・ロケット（Fontaine de la Roquette）
  - "ロケットの泉"の意。1992年に歴史的記念物として登録された。1846年にウルク運河の水を提供するために建立された。
また、"ロケット"はフランス語でハーブのルッコラの意。16世紀、国王アンリ2世が、のちのフランス革命期に取り壊された旧サンタントワーヌ＝デ＝シャン修道院（fr, 現在はサンタントワーヌ病院 (fr)）周辺にロケットを作付けしたのがはじまり。

## 交通

### 鉄道
- 地下鉄・メトロ （パリ交通公団（RATP）） （Métro）
  - ■1号線 （Ligne 1 du Métro）
    - バスティーユ駅及びナシオン駅。

  - ■2号線 （Ligne 2 du Métro）
    - ベルヴィル駅 – クロンヌ駅 – メニルモンタン駅 – ペール・ラシェーズ駅 – フィリップ・オーギュスト駅 – アレクサンドル・デュマ駅 – アヴロン駅 – ナシオン駅

  - ■3号線 （Ligne 3 du Métro）
    - レピュブリック駅 – パルマンティエ駅 – リュ・サン＝モール駅 – ペール・ラシェーズ駅

  - ■5号線 （Ligne 5 du Métro）
    - レピュブリック駅 – オベルカンフ駅 – リシャール・ルノワール駅 – ブレゲ＝サバン駅 – バスティーユ駅

  - ■6号線 （Ligne 6 du Métro）
    - ナシオン駅のみ。

  - ■8号線 （Ligne 8 du Métro）
    - レピュブリック駅 – フィーユ・デュ・カルヴェール駅 – サン＝セバスチャン＝フロワサール駅 – シュマン・ヴェール駅 – バスティーユ駅 – ルドリュ＝ロラン駅 – フェデルブ＝シャリニー駅

  - ■9号線 （Ligne 9 du Métro）
    - レピュブリック駅 – オベルカンフ駅 – サンタンブロワーズ駅 – ヴォルテール駅 – シャロンヌ駅 – リュ・デ・ブレ駅 – ナシオン駅

  - ■11号線 （Ligne 11 du Métro）
    - レピュブリック駅 – ゴンクール駅 – ベルヴィル駅

- RER （パリ交通公団（RATP））（Réseau Express Régional d'Île-de-France）
  - ■A線 （Ligne A du RER）
    - ナシオン駅のみ。

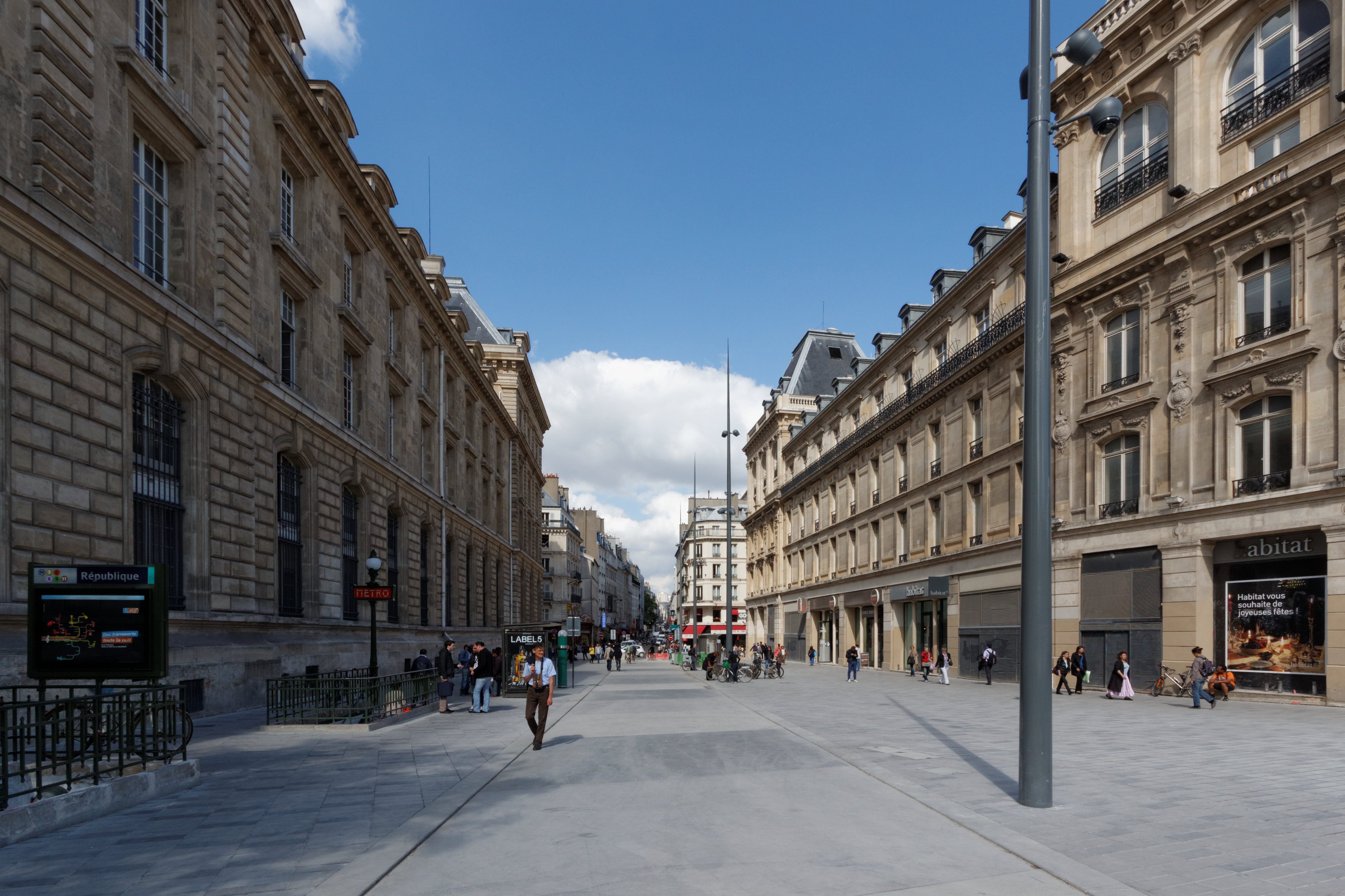
レピュブリック広場から東北東, ベルヴィル交差点に向かうフォブール＝デュ＝タンプル通り (Le début de la rue du Faubourg-du-temple, côté place de la République.)
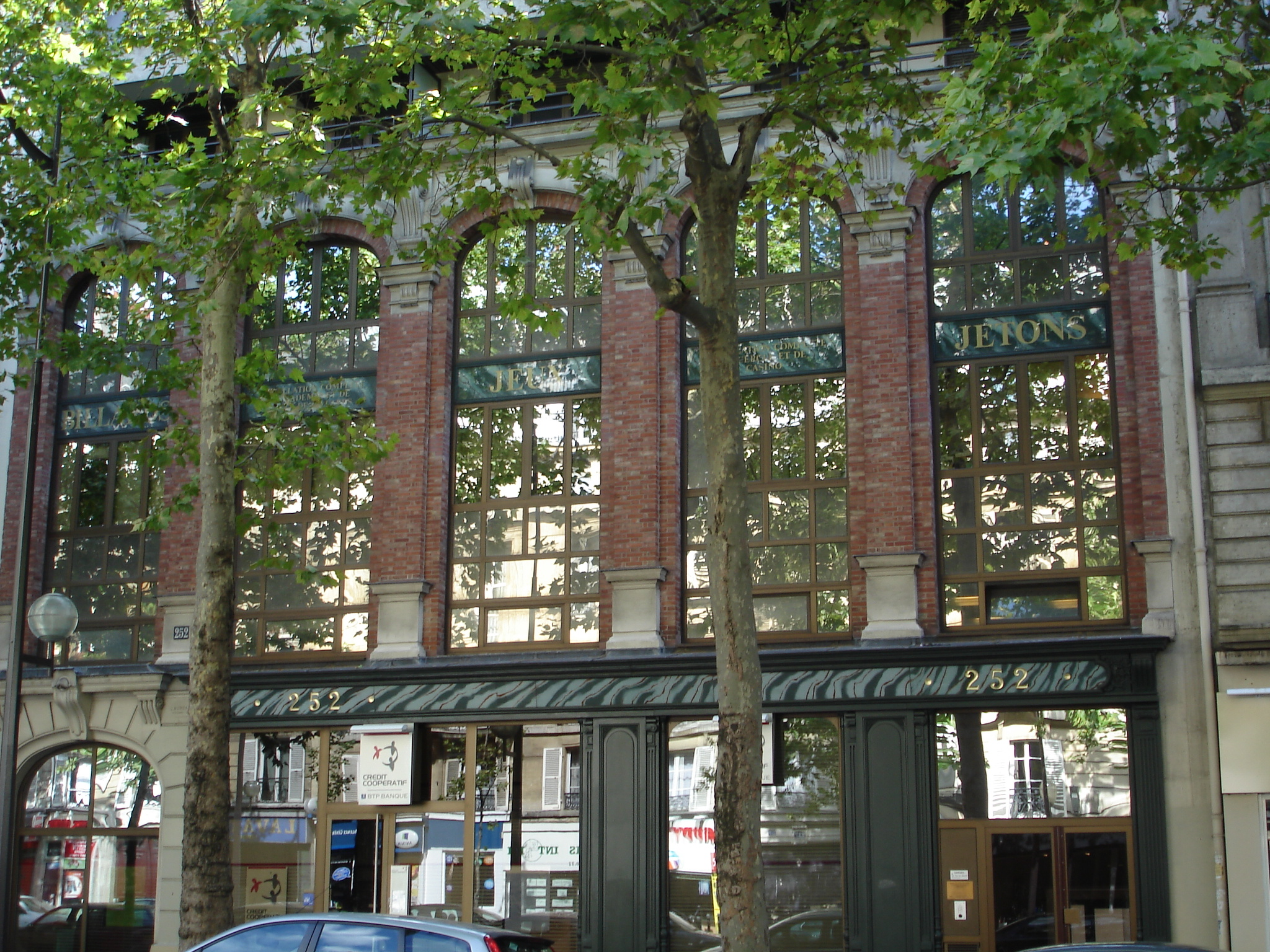
第二帝政期, パリ改造で開通したヴォルテール大通り (Boulevard Voltaire)。画像は同大通り252番地。元は製造工場, 現在は銀行。
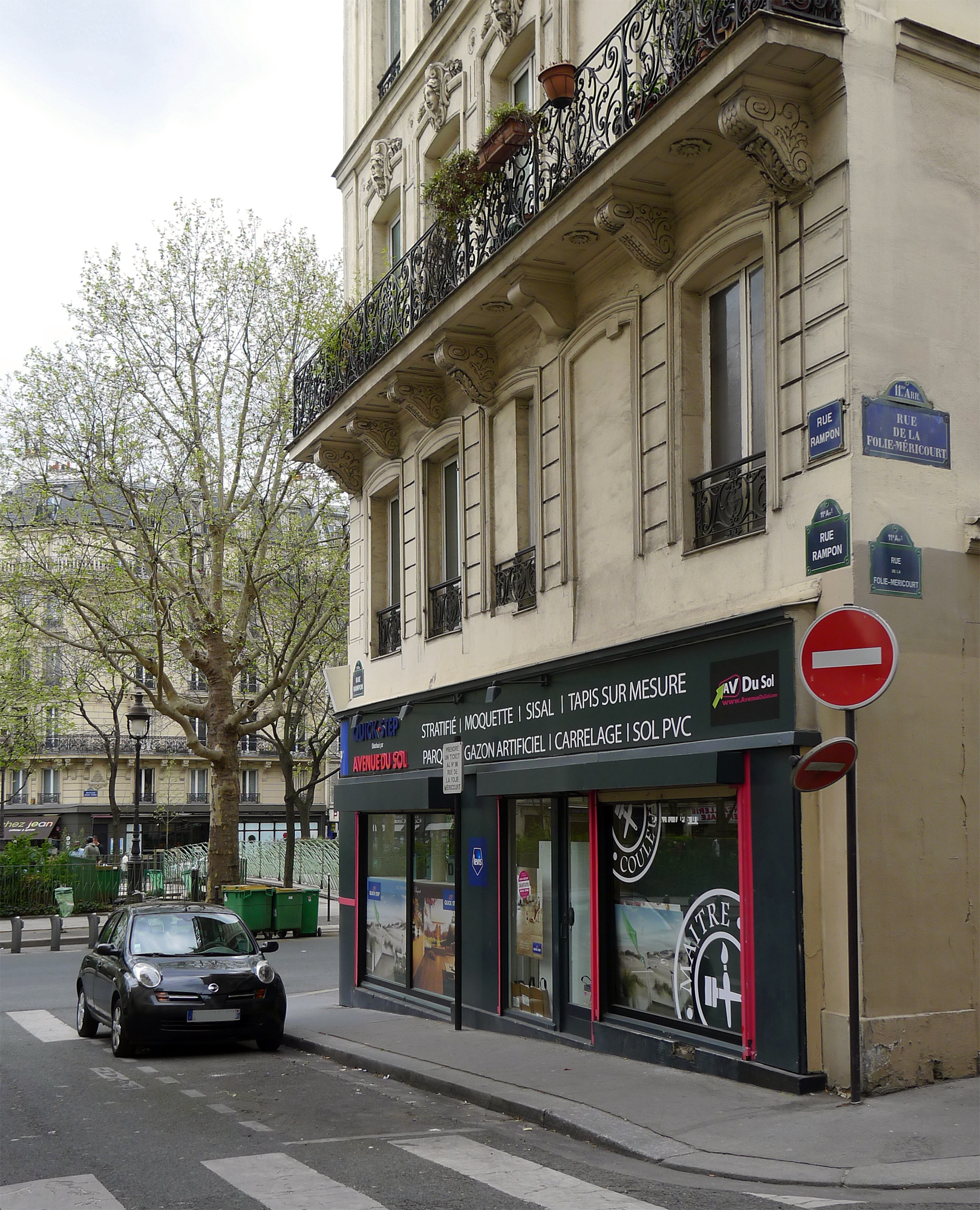
Rue Rampon vue depuis la rue de la Folie-Méricourt.
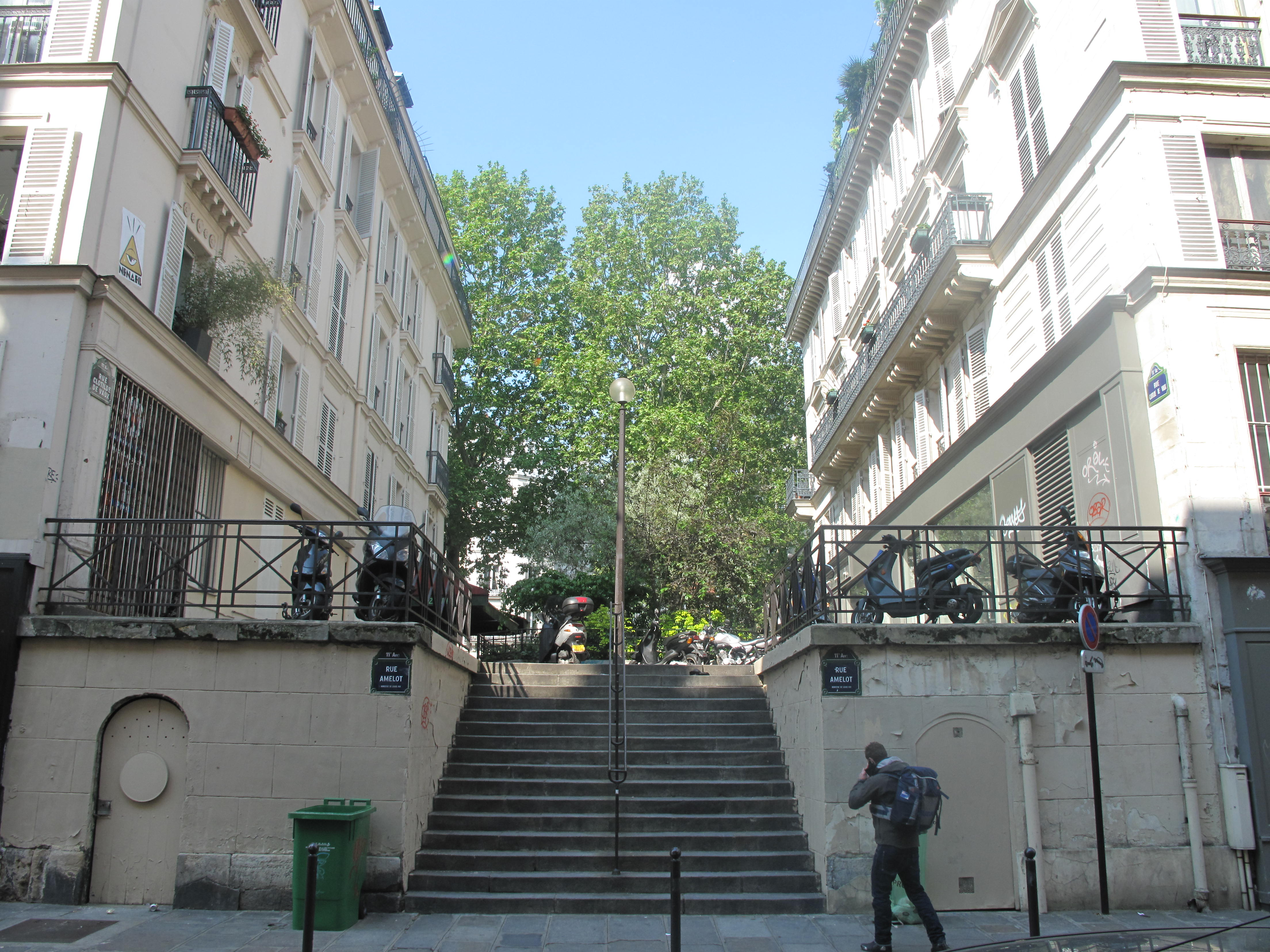
マレ地区の東端を南北に走るボーマルシェ大通りを起点に、東側に23m伸びるクロティルド＝ド＝ヴォー通り (Rue Clotilde-de-Vaux)
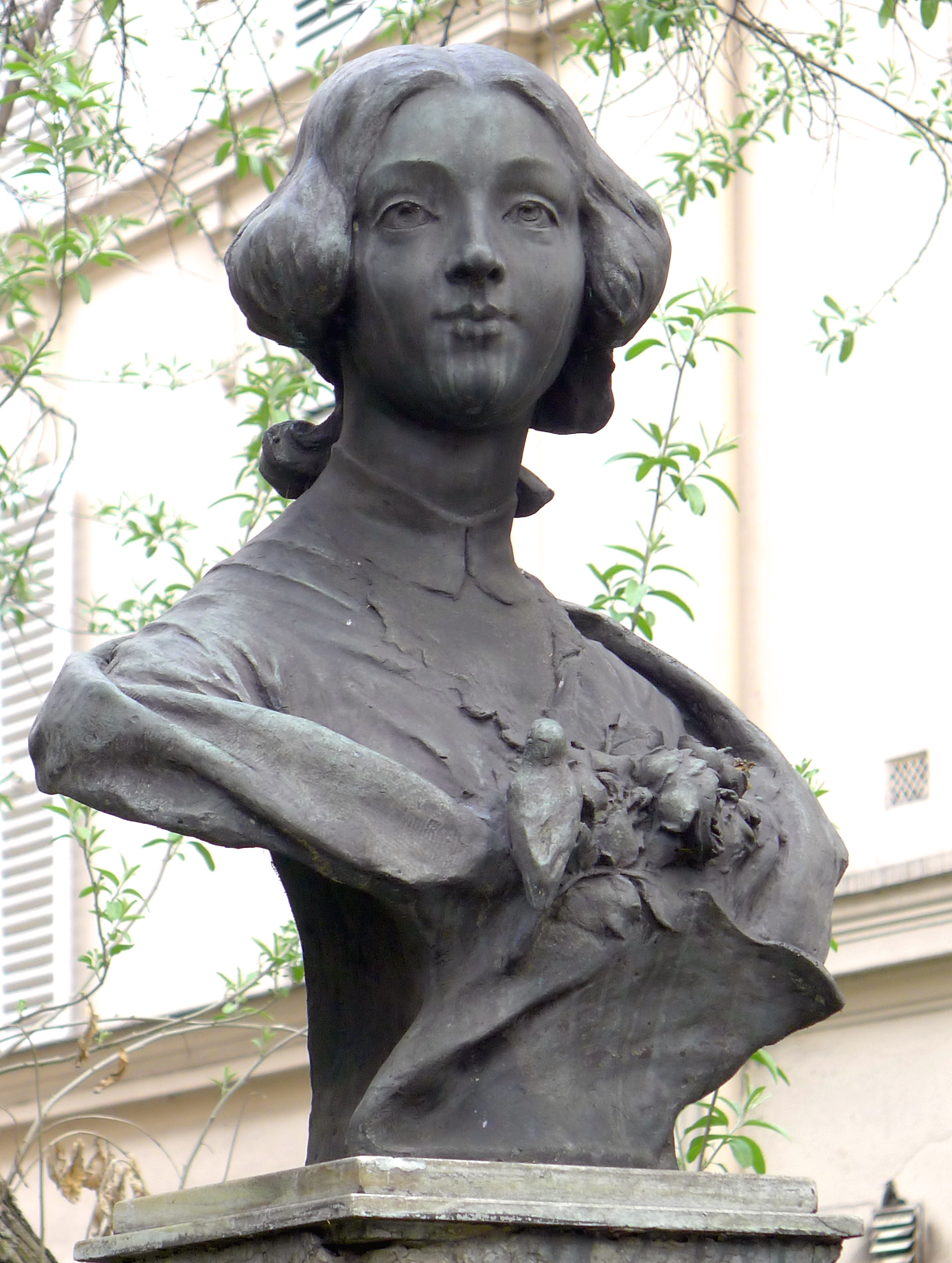
同クロティルド＝ド＝ヴォー通りのクロティルド・ド・ヴォー (fr) の像。社会学者の走りオーギュスト・コントの晩年に影響を与えた。通り至近マレ地区ペイエンヌ通り (fr) 7番地に居住していた。
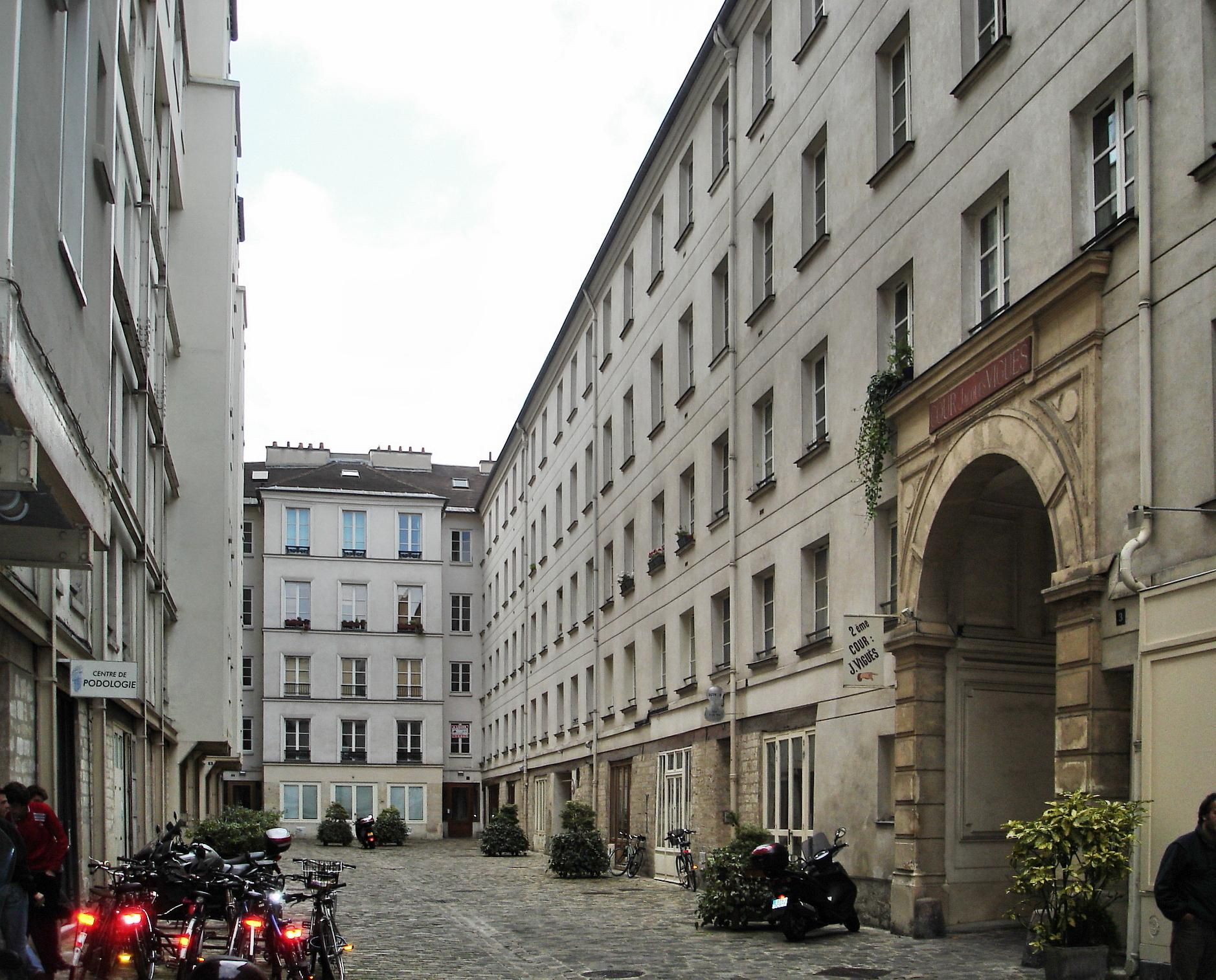
18〜19世紀の建物。クール・サン＝ジョゼフ (サン＝ジョゼフ広場, Cour Saint-Joseph)。シャロンヌ通り (Rue de Charonne) 5番地から伸びる行き止まりエリア。
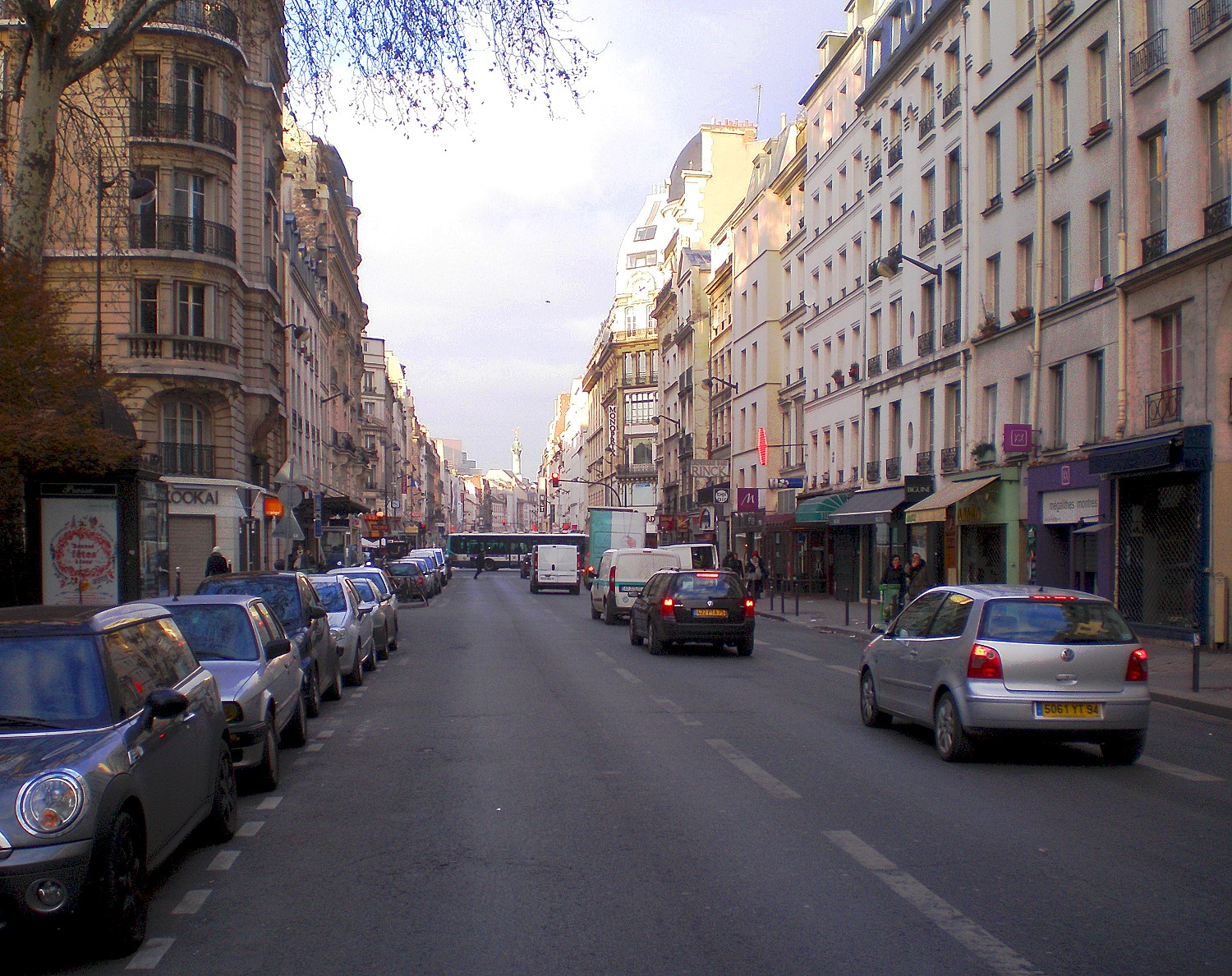
フォーブール＝サンタントワンヌ通り (Rue du Faubourg Saint-Antoine)
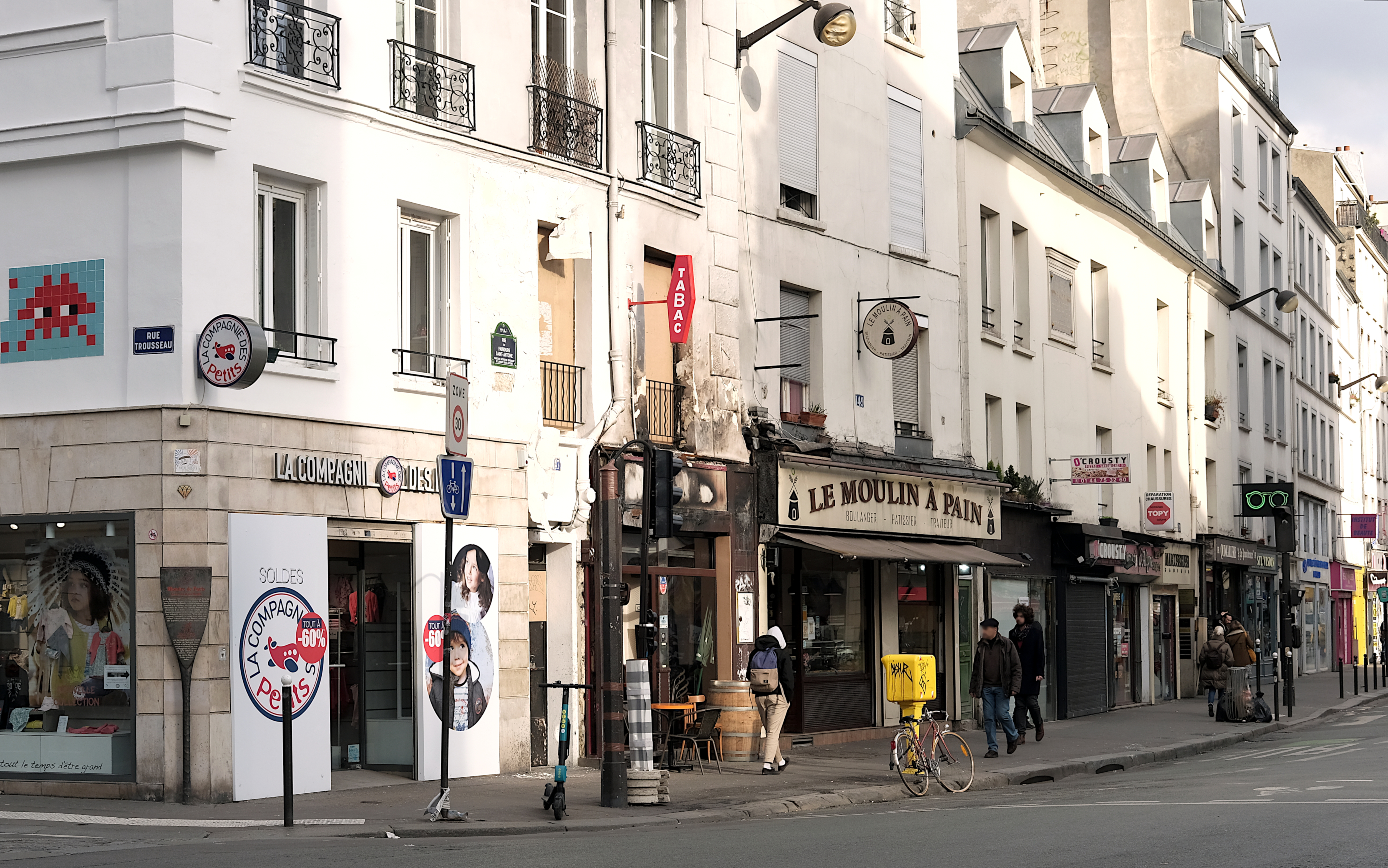
同フォブール＝サンタントワンヌとトゥルソー通りの角, 11区 (Angle des rues Trousseau et du Faubourg-Saint-Antoine)

### 道路
- オベルカンフ通り（Rue Oberkampf）
  - レピュブリック広場近く、11区内北側を東西に走る。下記ヴォルテール大通りと交差するメトロ オベルカンフ駅界隈が歓楽街で知られている。20区との境界線上を南北に伸びるメニルモンタン"大"通りと交差し、20区内メニルモンタン界隈を東西に走るメニルモンタン通りに続いてゆく。
- サン＝モール通り（Rue Saint-Maur）
- シャロンヌ大通り（Boulevard de Charonne）
  - 下記ベルヴィル、メニルモンタン大通りから続いて、ペール・ラシェーズ墓地西側に沿って11区と20区との境界線上を南北に走る通り。ナシオン広場東側至近まで伸びてゆく
- シャロンヌ通り（Rue de Charonne）
  - 11区南側の歓楽街にあたるバスティーユ広場東側で、下記フォーブール＝サンタントワーヌ通りを起点にして北東側へ伸びる。下記ロケット通りの南側を並走する形で区内を右斜め上に走り、上記シャロンヌ"大通り"まで接続する通り。東京表参道界隈にもある16番地のイザベル・マラン (Isabel Marant)、34番地のセッスン (Sessùn)[7] 等のブティック、カフェやブラッスリー･･など手頃な店舗がある通り。ロケット通りとフォーブール＝サンタントワーヌ通りとの間を走るシャロンヌやラップ通り等の"バスティーユ界隈"が若者らが屯する歓楽街になる。
- シュマン＝ヴェール通り（Rue du Chemin-Vert）
- ジュール＝フェリー大通り（Boulevard Jules-Ferry）
  - サン・マルタン運河を参照。
- タンプル大通り（Boulevard du Temple）
  - レピュブリック広場から南へ、3区と11区、4区と11区との境界線上を南北に走る。フィーユ＝デュ＝カルヴェール、ボーマルシェ大通りと名を変えてアルスナル港方面バスティーユ広場まで続いてゆく。また3通りとも、レピュブリック広場から西へ、2区・9区境界オペラ広場方面へ走るサン＝マルタン、サン＝ドニ、ボンヌ＝ヌーベル、ポワソニエール、モンマルトル、イタリアン、マドレーヌ大通り等と共に"レ・グラン・ブールヴァール"と括られる。また、1770年創業の、現在までパリ最古の劇場とされるデジャゼ劇場 (Théâtre Déjazet) が、レピュブリック広場沿い3区側の同通り41番地にある。元々は、17世紀半ばルイ14世治世下、シャルル5世の壁跡に拓かれた道だった。ルイ16世の治世からルイ・フィリップの治世 (1835年7月、ルイ・フィリップ自身当大通りで暗殺未遂に遭うが) にかけて、並木道が整備され、いくつものカフェや、サン＝ジェルマン市場(冬)、サン＝ローラン市場(fr, 夏)に開かれていた市場演劇ないし劇場 (fr) が集積し、賑わいのある通りとなっていた。また、犯罪をテーマとしたメロドラマが多く演じられたことから"ブールヴァール・デュ・クリム (Boulevard du crime)" 等と呼ばれていた。パリ改造により1862年、タンプル大通りとして拡張され、半分に削られたフォーリー・マイエー (Folies-Mayer, 後のデジャゼ劇場) を残し、数十軒あった劇場は姿を消した。通り名はタンプル塔ないしテンプル騎士団から。
- トローヌ大通り（Avenue du Trône）
- ニコラ・アペール通り（Rue Nicolas-Appert）
  - 2015年1月7日、シャルリー・エブド襲撃事件が発生した。
- パルマンティエ大通り（Avenue Parmentier）
- フィーユ＝デュ＝カルヴェール大通り（Boulevard des Filles-du-Calvaire）
  - 上記タンプルに続いて3区と11区、4区と11区との境界線上を南北に走り、ボーマルシェ大通りと名を変えて、レピュブリック広場とバスティーユ広場とを繋ぐ。
- フィリップ＝オーギュスト大通り（Avenue Philippe-Auguste）
- フェデルブ通り（Rue Faidherbe）
- フォーブール＝サンタントワーヌ通り（Rue du Faubourg-Saint-Antoine）
  - フランス革命の「バスティーユ襲撃」の発端となった通り。11区と12区との境界線上をバスティーユ広場からナシオン広場まで続く。バスティーユ広場から西側方向先は4区サンタントワーヌ通り、さらにリヴォリ通りへとパリの中心部へ続いていく。モントルイユ地区や、フォーブール＝サンタントワーヌ通りやシャラントン通り等が走る現在は12区のキャンズ＝ヴァン地区は、"フォーブール＝サンタントワーヌ (Faubourg Saint-Antoine)"の中心として、バスティーユ襲撃、8月10日事件、1793年6月2日ジロンド派失墜･･等の主力となった労働者などサン・キュロットら"危険な階層"が居住した地域で、さらに1848年六月蜂起の中心ともなった[8]。バスティーユ広場から下記ロケット通りとの間にある、シャロンヌ通りやラップ通り界隈からメトロ ルドリュ＝ロラン駅界隈にかけて、若者が集う手頃な店舗が集まる。リーバイス、サブウェイ、無印良品、ブックオフ、100円ショップに近似したディスカウントデパート エマ (HEMA)、スーパーモノプリ (Monoprix)･･等がある。
- フォーブール＝デュ＝タンプル通り（Rue du Faubourg-du-Temple）
  - レピュブリック広場から10区と11区との境界線上を東西に走る。メトロのベルヴィル駅があるベルヴィル交差点から先は、19区と20区との境界線上を走るベルヴィル通りに続いてゆく。10区と19区との境界線上を南北に走るラ・ヴィレット大通りが同交差点から、11区と20区との境界線上を南北に走るベルヴィル"大"通りと名を変え続き、さらにメニルモンタン大通り、シャロンヌ大通りと名を変え、ナシオン広場東側至近まで続いてゆく。
- フォンテーヌ・オー・ロワ通り（Rue de la Fontaine au roi）
- ベルヴィル大通り（Boulevard de Belleville）
  - 上記のようにベルヴィル交差点から11区と20区との境界線上を南北に走り、メニルモンタン、シャロンヌ大通りと名を変えペール・ラシェーズ墓地西側に沿ってナシオン広場東側至近まで伸びてゆく。
- ボーマルシェ大通り（Boulevard Beaumarchais）
  - 上記タンプル、フィーユ＝デュ＝カルヴェールと続いて、マレ地区の3区と11区、同4区と11区との境界線上を南北に走りレピュブリック広場とバスティーユ広場とを繋ぐ。
- ヴォルテール大通り（Boulevard Voltaire）
  - 11区内を左斜め上に走る通り。ナシオン広場から左斜め上に伸び、11区役所やマクドナルド、スーパーのモノプリ (Monoprix)、ホテル、ブティック等が並ぶメトロ ヴォルテール駅があるレオン＝ブリュム(レオン・ブルム)広場を経由、レピュブリック広場までを結ぶ。レピュブリック広場に程近いオベルカンフ通りが交差するメトロ オベルカンフ駅周辺界隈、バタクラン劇場等が並ぶ通り界隈が歓楽街となる。2015年暮れ、バタクランや周辺のレストランが襲撃されたパリ同時多発テロ事件の発生場所の一つ[9]。
- マルトゥ通り（Rue de Malte）
  - レピュブリック広場東側至近、レピュブリック大通りとフォーブール＝デュ＝タンプル通りとの間を南北に走る短い通り。ファッションブランドセリーヌの創業地であり、また、通り名はマルタ騎士団から。
- メニルモンタン大通り（Boulevard de Ménilmontant）
  - 上記ベルヴィル大通りから名を変え、11区と20区との境界線上、ペール・ラシェーズ墓地西側を南北に走る。途中、オベルカンフ通りが交差し、20区内のメニルモンタン"通り"へ東西に続いてゆく。さらに南側へ行くと、上記シャロンヌ大通りと名を変えナシオン広場東側界隈まで続いてゆく。
- リシャール＝ルノワール大通り（Boulevard Richard-Lenoir）
  - サン・マルタン運河を参照。レピュブリック広場界隈の現在のヴェリーヌ兵舎は、"パリ改造"初期の1854年、同改造計画の目的の一つでもある暴動その他に必要迅速に出動する為、兵舎に用いられた。レピュブリック広場傍からサン＝マルタン運河を暗渠化し開通したリシャール＝ルノワール大通りを通ることで、上記バスティーユ襲撃の発端となり･･これら主力だった"危険な階層"ら (サン＝キュロット) が居住するキャンズ＝ヴァン地区やモントルイユ地区等のフォーブール＝サンタントワーヌ (主に現在の12区界隈) に直ぐに駆けつけられるようにした[8]。
- ルドリュ＝ロラン大通り（Avenue Ledru-Rollin）
  - サント＝マルグリット地区とロケット地区の間に位置する通り。116番地にあるカフェ・レストラン「ル・ビストロ・デュ・パントル (Le Bistrot du peintre)」はアール・ヌーヴォー様式の建物で、歴史的記念物に指定されている[10]。
- レピュブリック大通り（Avenue de la République） 
  - レピュブリック広場と、20区境界にあるペール・ラシェーズ墓地の北西端メトロ ペール・ラシェーズ駅があるオーギュスト＝メティヴィエ広場 (Place Auguste-Métivier) 交差点とを繋ぐ、11区内をヴォルテール大通り同様に右斜め下に走る通り。11区と20区との境界線上を北側から走る上記メニルモンタン大通りもペール・ラシェーズ駅交差点で交差し、シャロンヌ大通りと名を変え南側ナシオン広場東側至近まで続いてゆく。
- ロケット通り（Rue de la Roquette）
  - "ラ・ロケット通り"。バスティーユ広場から右斜め上に区内北東側へ走り、ペール・ラシェーズ墓地西側を南北に走る上記メニルモンタン大通りに接続する。11区内中心部にあたる11区役所があるレオン＝ブリュム広場界隈でヴォルテール大通りと交差する。同ロケットと、その南側の12区区境を走るフォーブル＝サンタントワーヌ通りとの間を走るラップ通りからシャロンヌ通り等にかけたバスティーユ界隈が若者らが屯する歓楽街となる。

### 広場・交差点

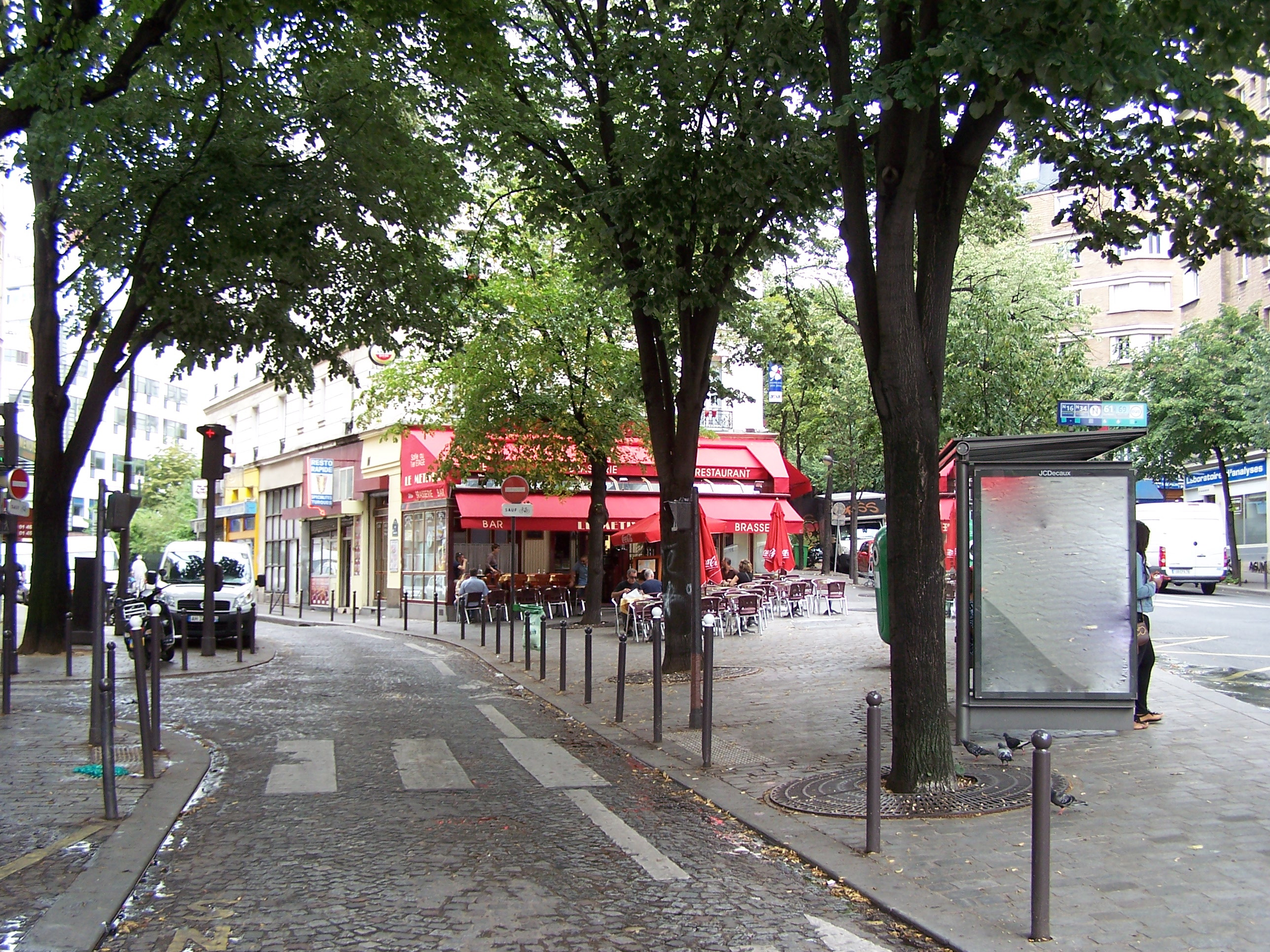
オーギュスト＝メティヴィエ広場
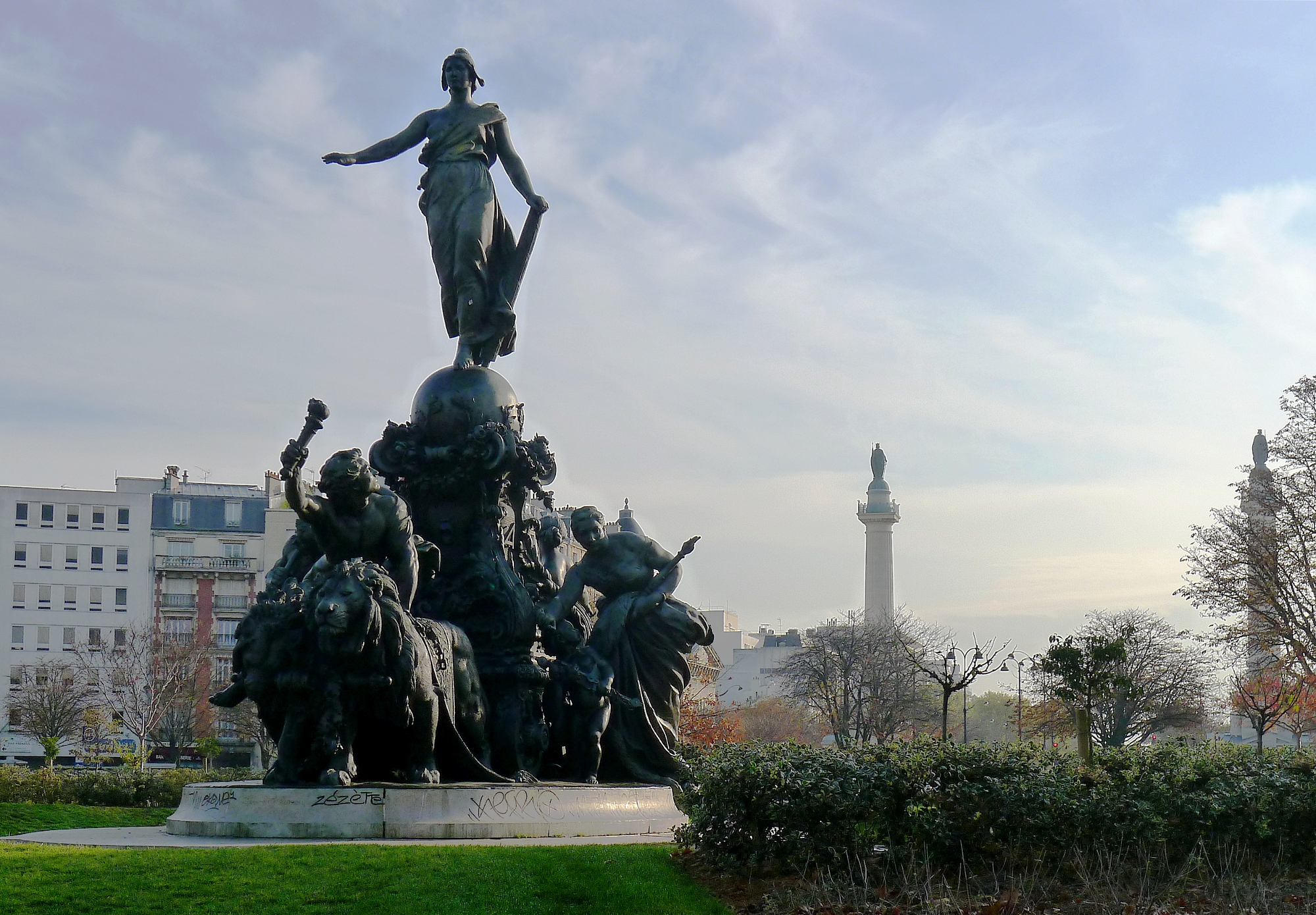
ナシオン広場
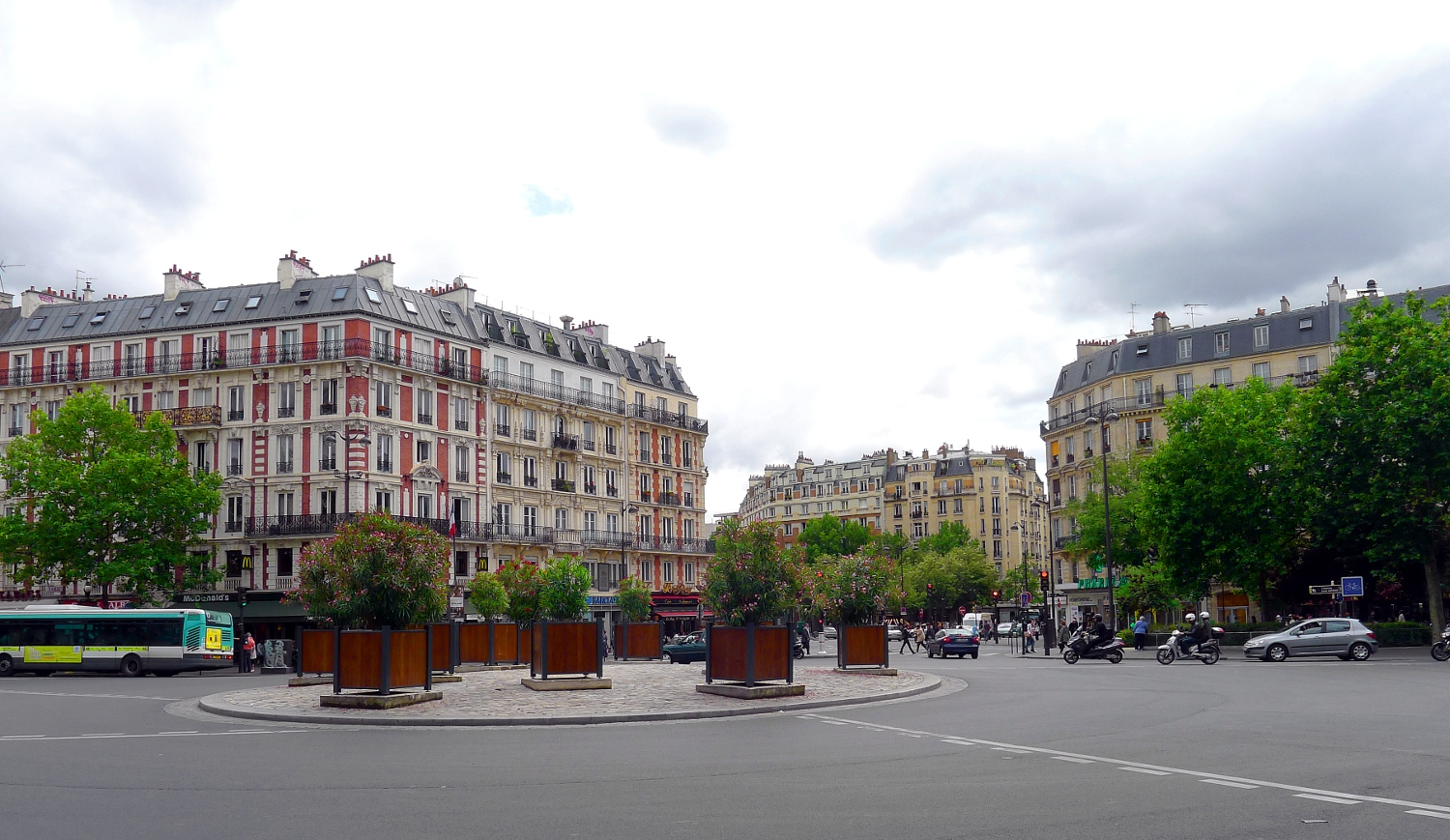
レオン＝ブリュム広場
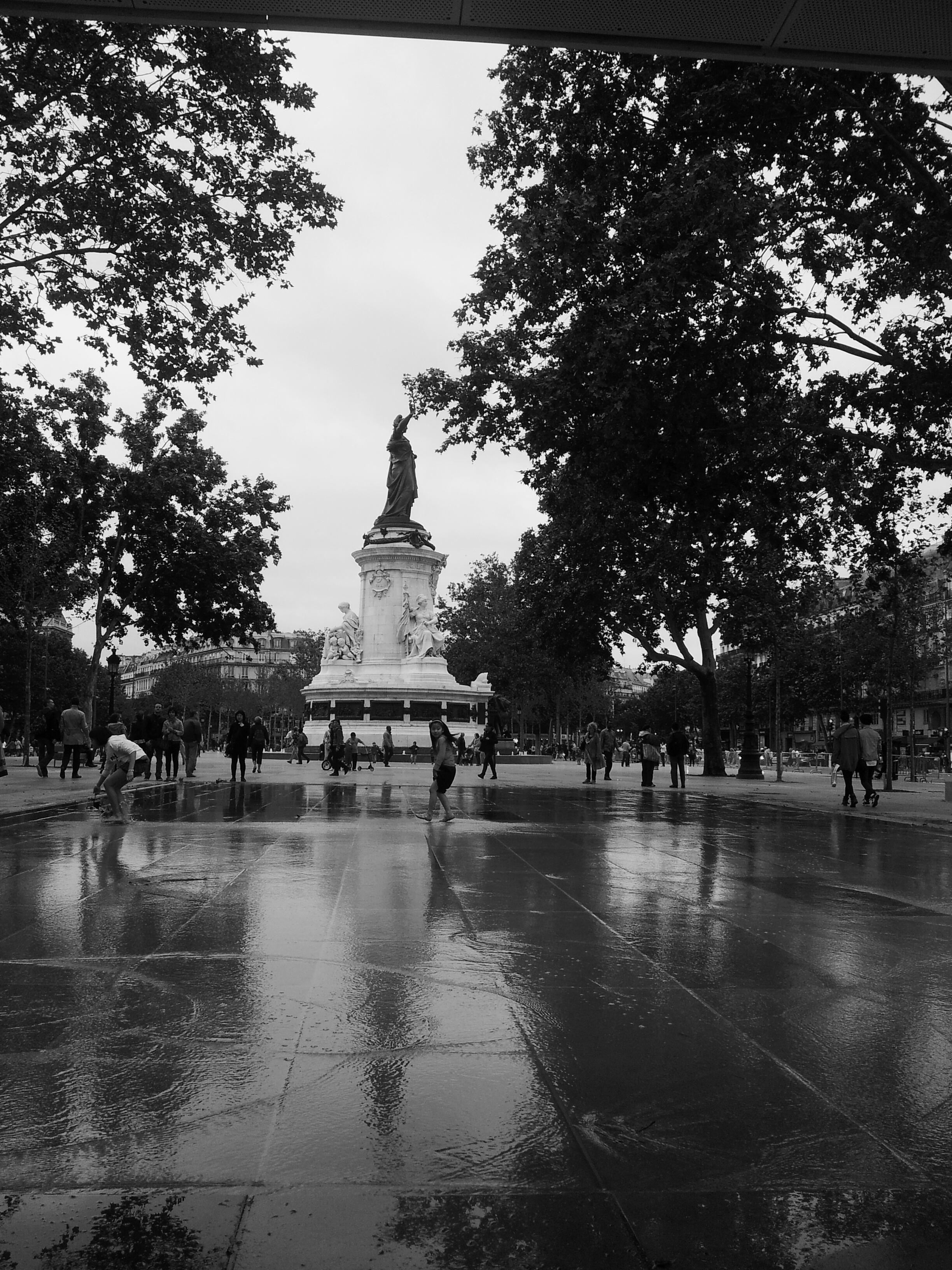
レピュブリック広場

パリの「広場（プラス、Place）」は、しばしば2以上の道路が交差する場所に位置し、中心の「島」を道路が周回するロータリー状の交差点となっている場合が多い。中心の「島」部分は、オベリスクや緑地等に利用されている場合もあり、エトワール凱旋門があるシャルル・ド・ゴール広場は世界的に有名である。11区の広場や交差点には、次のようなものがある。
- オーギュスト＝メティヴィエ広場（Place Auguste-Métivier）
  - 11区と20区の境界に位置している。20区の西側、11区との境界に広がるペール・ラシェーズ墓地の北西端に位置する。メトロ ペール・ラシェーズ駅がある。
- ナシオン広場（Place de la Nation）
  - 11区南東端、12区の境界に位置し、20区南西端にもあたる。「Barrière du Trône」もそびえ立つ、「パリの東の玄関口」にあたる。
18世紀前半まで凱旋門があった。下記バスティーユの象が同広場に移設される予定だったが撤回された。のち第二帝政期に凱旋門が再建されたが取り壊され、現在は上記2つの塔と「共和国の凱旋像」が建つ。
- バスティーユ広場（Place de la Bastille）
  - フランス革命勃発の舞台となったバスティーユ牢獄があった場所である。広場の中央にはバスティーユの象に替わり7月革命記念柱が建てられている。4区、11区南西端、12区の境界に位置している。
- レオン＝ブリュム広場（Place Léon-Blum）
  - 区内中央南側に位置し、区役所やホテル、スーパー等が界隈にある。最寄駅はメトロ ヴォルテール駅。バスティーユ広場からはロケット通り、レピュブリック広場からはヴォルテール大通りと、目抜き通りが交差する。名称はレオン・ブルムから。
- レピュブリック広場（Place de la République）
  - 3区、10区、11区北西端の境界に位置している。フランス共和国の象徴・マリアンヌ（自由の女神）像が置かれている。

## 著名な出身者

### 芸能
- ルネ・ルバ（フランス語版）（歌手） - パリ11区生まれ、16区で死去。代表曲に『パリのお嬢さん』など。
- ロマン・ポランスキー（映画監督） - 11区生まれ。
- トマ・フェルセン（シンガーソングライター） - パリ11区のクリニック乃至病院生まれ。少年期の1969年、20区北側メニルモンタン界隈に居住し、同区の公立ジュリアン＝ラクロワ通り小学校 (École primaire de la rue Julien-Lacroix)、中学は9区の公立コレージュ＝リセ・ジャック＝ドゥクール (Collège-lycée Jacques-Decour)、78年に一家が8区に引越し高校は9区の公立リセ・コンドルセに通った。

## 著名な居住者

### 文化
- カロン・ド・ボーマルシェ（劇作家その他） - ボーマルシェ大通り23番地に居住
- ギュスターヴ・フローベール（作家） - タンブル大通り（Boulevard du Temple）42番地に居住
- アレクサンドル・デフォー（フランス語版）（画家） - ヴォルテール大通り（Boulevard Voltaire）254番地に居住
- パブロ・ピカソ（画家）、マックス・ジャコブ（画家、詩人） - 1903年にヴォルテール大通り150番地の部屋を分け合って居住
- ポール・ヴェルレーヌ（詩人） - 1882-1883年の間、ロケット通り（Rue de la Roquette）17番地に居住
- ジュール・ミシュレ（歴史家、歴史学者、『ルネサンス』造語） - ロケット通り49番地に居住。

### その他
- ジャン＝フランソワ・ヘイデンレイシュ（死刑執行人、「ムッシュ・ド・パリ」） - ボーマルシェ大通り96番地に居住
- ゴードン・ラムゼイ（料理人） - 1986-1989年の間、ロケット通り83番地に居住
- ジュール・メグレ（架空の人物、「メグレ警視」） - リシャール＝ルノワール大通り (Boulevard Richard-Lenoir) 132番地に居住しているとの設定

## ゆかりの人物

### 政治
- ジョルジュ・サール（政治家、元共和国市民運動党首） - 11区選出パリ市議の他、パリ11区長（1995-2008年）を務めた。
- ジャック・ドロール（政治家、元欧州委員会委員長） - 11区内のリセ・ヴォルテールに一時通っていた。12区に居住

### 学者
- アンドレ・ルヴォフ（微生物学者、ノーベル賞受賞者） - 11区内のリセ・ヴォルテールに通っていた。

### その他
- フランソワ・ヴィドック（犯罪者、密偵） - 82 rue Amelotで死去

## 11区を舞台にした作品

### 映画
- セドリック・クラピッシュ監督 『猫が行方不明』 - Chacun Cherche Son Chat (1996年)
  - 主に11区が舞台となっている。シャロンヌ通り（Rue de Charonne） 41番地にあるポーズ・カフェは、主人公クロエ（ギャランス・クラヴェル）の行きつけのカフェとして登場する [11]。